# Conquista de Mallorca por Jaime I
La conquista para los reinos cristianos de la isla de Mallorca fue lograda definitivamente por el rey Jaime I de Aragón entre 1229 y 1231. La ciudad de Madîna Mayûrqa (actual Palma de Mallorca) cayó en diciembre del primer año, pero la resistencia musulmana en las montañas duró dos años más.
El desembarco de las tropas cristianas había sido pactado con un cacique local en la bahía de Pollensa, pero los fuertes vientos de mistral obligaron a Jaime I a desviarse hacia la parte sur de la isla, por lo que finalmente se llevó a cabo durante la medianoche del 10 de septiembre de 1229, en la costa de la actual localidad turística de Santa Ponsa, núcleo de población del término municipal de Calviá.
Tras la conquista, el rey Jaime I repartió el territorio entre los nobles que le acompañaron en la campaña, tal y como se dispone en el Llibre del Repartiment. Posteriormente, adjudicó también la conquista de Ibiza, la cual finalizó en 1235, mientras que Menorca le rendía vasallaje desde 1231.
Estando el monarca ya asentado en la isla creó el Reino de Mallorca, el cual pasó a ser independiente de la Corona de Aragón por las disposiciones de su testamento, hasta la posterior conquista por parte de Pedro IV, junto al paréntesis de dominio aragonés durante el reinado de Jaime II de Mallorca.
La ratificación del pacto entre pares e iguales, concluido entre Jaime I y los eclesiásticos y seglares para llevar a cabo la invasión se realizó en Tarragona, el 28 de agosto de 1229. Estuvo abierto en condiciones de paridad a cuantos quisiesen participar. Su lema, en latín, fue el siguiente: omnes homines de terra nostra et aliunde venientes qui hoc jurare voluerint et venire nobiscum in viaticum supradictum -ad insulas Baleares.
La situación geográfica de la isla le permitió un intenso comercio a gran escala, convirtiéndose en punto de encuentro de mercaderes procedentes de varias zonas costeras del Mediterráneo: Perpiñán, Magreb, Génova, Granada, Cataluña y Valencia, donde un conglomerado formado por judíos, cristianos y musulmanes transportaban y vendían toda clase de mercancías.
La primera repoblación de Mallorca consistió fundamentalmente en colonos catalanes, pero en una segunda oleada que se produjo a mitad de siglo, además de catalanes acudieron italianos, occitanos, algunos aragoneses y navarros, todos ellos mediante un estatuto jurídico que les permitía permanecer con los bienes explotados mediante la recaudación de un impuesto anual de capitación.
La convivencia se llevó a cabo con una muy reducida población mudéjar (Pacis Mauri), una numerosísima población musulmana autóctona esclavizada (Captis Mauri) y una numerosa población judía que acompañaba a los repobladores, esta última bajo un estatuto oficial que los protegía para que llevasen a cabo sus actividades con total libertad, además de la concesión de autonomía fiscal.
Cabe destacar que, según el historiador mallorquín Gabriel Ensenyat Pujol, la conquista resultó en un importante baño de sangre, dado que a los conquistadores, en caso de que los moros sobreviviesen, no les interesaba que quedasen muchos en la isla, ya que podrían amotinarse y hacer pactos para rebelarse contra ellos y recibir refuerzos desde África. Al parecer, confiaban en una rápida repoblación de Mallorca desde la península.
Los musulmanes que sobrevivieron fueron vendidos como esclavos en mercados continentales, y solo una pequeña parte de ellos quedaron esclavizados para servir en las tareas de reconstrucción. De todos modos, es sabido que lo primero que hizo Jaime I fue asegurarse de que la redacción de la crónica le favoreciese en la medida de lo posible a modo de herramienta política, motivación ideológica y propagandista, por lo que envió un comunicado a los principales reinos vecinos; Fernando III de Castilla y a Luis IX de Francia.
Por su situación, Mallorca siempre funcionó como un centro de distribución entre los límites de la cristiandad y del islam en la encrucijada entre España, el sur de Francia, Italia y el norte de África. Más que por sus propias mercancías, la isla era valorada como punto de tránsito hacia el mundo musulmán, tierra de oportunidades para los mercaderes, por lo que comercialmente nunca pudo ser realmente independiente, ya que su economía estaba fuertemente vinculada al tráfico internacional. En la lonja llegó a realizarse un activo mercado de contratación vigilado por el Consulado del Mar, que velaba por el respeto a la legalidad vigente en todas las transacciones comerciales.

## Antecedentes

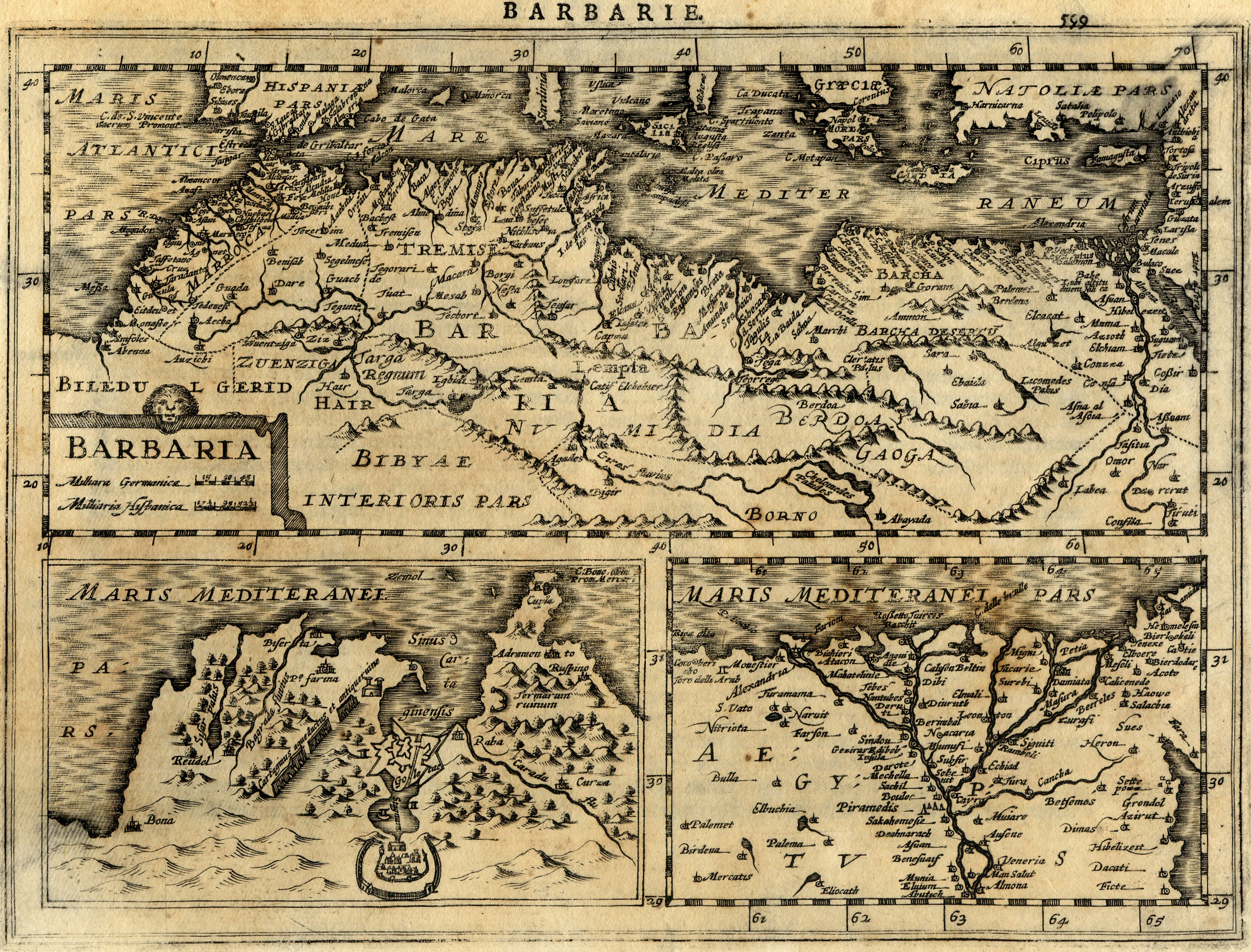
Mapa de Berbería hecho en 1630 por Gerardus Mercator.

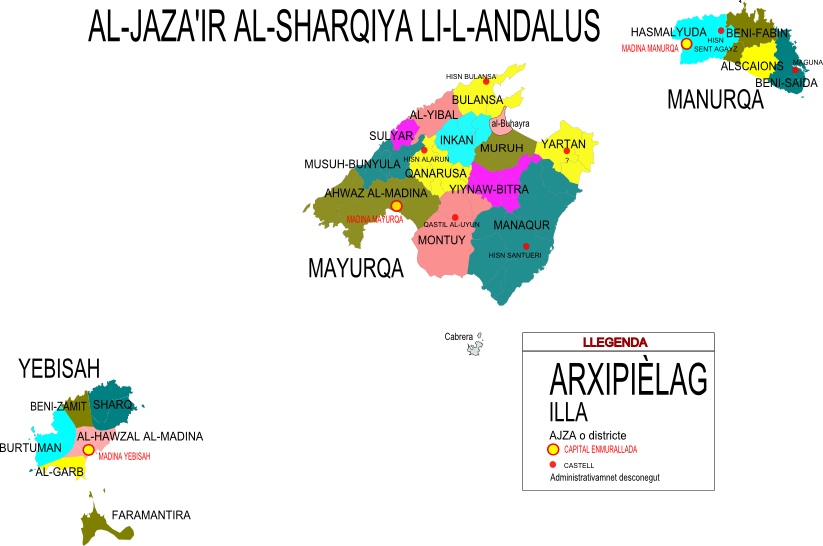
Mapa que muestra la división territorial del archipiélago balear durante el período conocido como islas orientales de al-Ándalus.

Pese a que en 707 Mallorca ya había sufrido un primer desembarco y saqueo por parte del hijo mayor de Musa ibn Nusair, gobernador del Califato Omeya en el norte de África, no fue hasta 903 cuando fue conquistada por Issam al-Khawlaní, gobernante del mismo califato que aprovechó la desestabilización de la población isleña provocada por las incursiones normandas que se habían llevado a cabo con anterioridad. Tras esta conquista, la ciudad de Palma, por entonces todavía con vestigios del paso del Imperio romano, pasó a depender del emirato de Córdoba en al-Ándalus. Este último gobernador, la reconstruyó y bautizó como Madîna Mayûrqa. Desde entonces, Mallorca experimentó un notable crecimiento que propició que las Baleares musulmanas se convirtieran en un refugio para los piratas sarracenos, además de servir de punto de apoyo para los berberiscos que solían atacar a los barcos cristianos del Mediterráneo occidental, dificultando los intercambios comerciales entre los distintos centros de comercio de la zona: Pisa, Génova, Barcelona o Marsella. Las principales fuentes de financiación de los isleños se basaba en los botines obtenidos por las razias contra los territorios cristianos, el control del comercio naval y los tributos que las comunidades agrícolas de Mallorca pagaban al emir.

### Conquista de la isla por Ramón Berenguer III

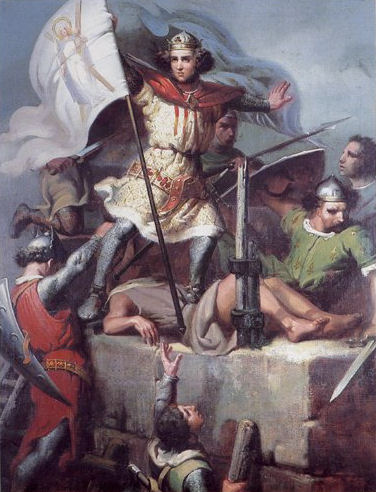
Ramón Berenguer III clavando la enseña de Barcelona en el castillo de Fos (Fos-sur-Mer, Provenza), de Mariano Fortuny (1856 o 1857), Real Academia Catalana de Bellas Artes de San Jorge (en depósito en el Palacio de la Generalidad de Cataluña).

Dentro de este contexto de comercio y piratería, el conde de Barcelona Ramón Berenguer junto a otros nobles, como el vizconde de Narbona y el conde de Montpellier, organizó en 1114 una expedición de represalia contra la isla, junto a nobles pisanos y de otras ciudades provenzales e italianas. El objetivo de esta misión consistía en arrebatarles Mallorca a los musulmanes e impedir el ataque y entorpecimiento a los convoyes y naves de los comerciantes cristianos.
Sin embargo, tras un largo asedio que duró ocho meses, Berenguer tuvo que partir hacia sus tierras debido a que una ofensiva almorávide amenazaba Barcelona, dejando así al mando a los genoveses, quienes terminaron cediéndola a los musulmanes y huyendo con todo el botín capturado.
A pesar de todo, esta expedición sirvió para sentar las bases del futuro poderío naval catalán y para fortalecer los contactos comerciales en el Mediterráneo.
En Pisa todavía se conservan algunos restos que se transportaron desde Mayurqa. También se conserva una narración de la expedición en un documento pisano llamado Liber maiolichinus, en el que se llama a Ramón Berenguer III con los apelativos «Dux Catalensis» o «Catalanensis» y «catalanicus heros», mientras que sus súbditos son denominados «Christicolas Catalanensis», por lo que se considera la referencia documental más antigua a Cataluña, identificada con los dominios del conde de Barcelona.
La destrucción de las islas provocó que el califa almorávide enviara a un pariente suyo a gobernarlas. Este nuevo gobernador dio origen a una dinastía; los Banu Ganiya, que desde su capital en Madina Mayurqa intentaron reconquistar el imperio almorávide.
El rey Alfonso II, con ayuda de naves sicilianas, organizó una nueva expedición y volvió a intentar la conquista de la isla, pero no tuvo éxito.

### Imperio almorávide y almohade

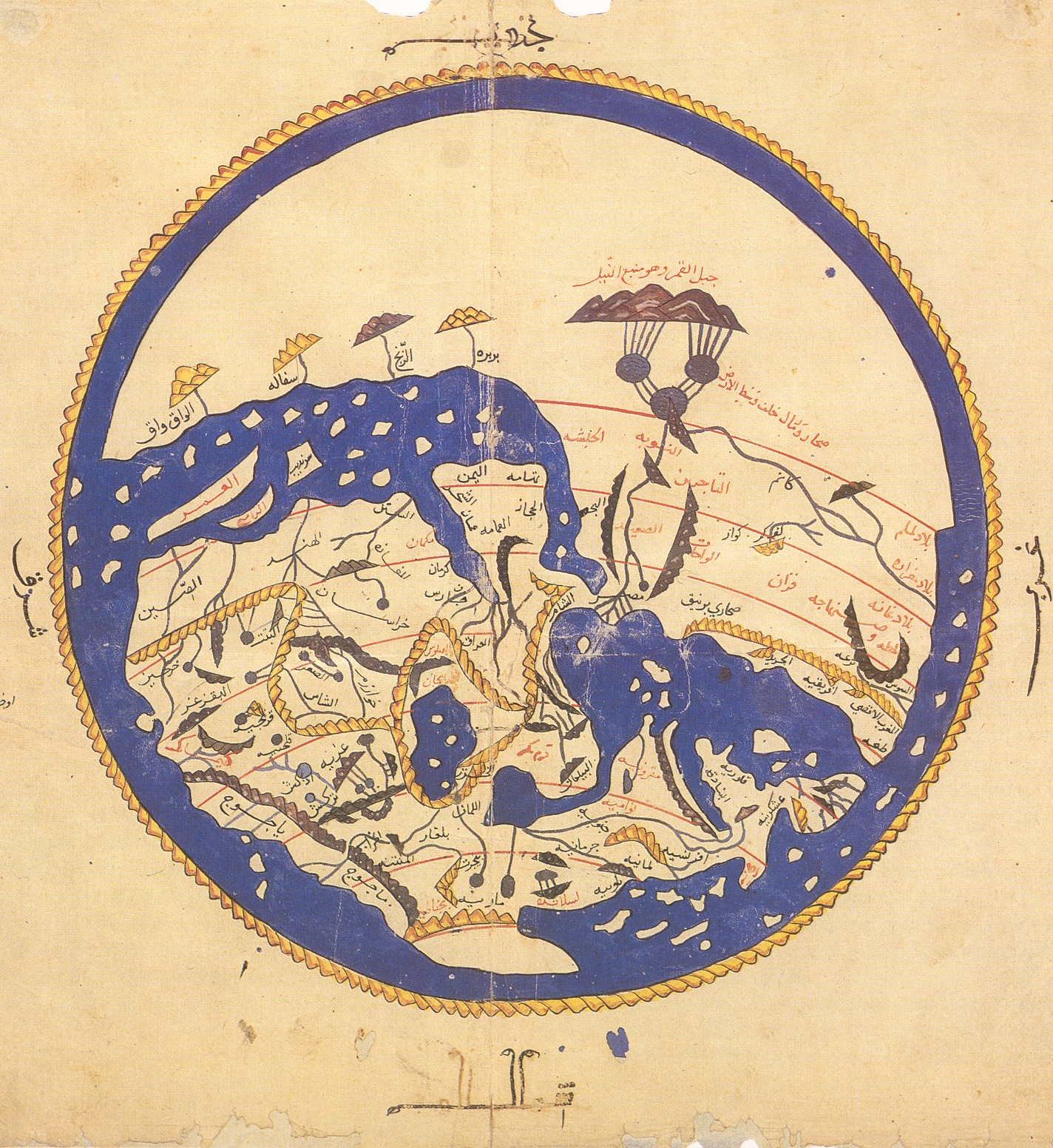
Mapamundi del geógrafo Al-Idrisi (1100-1162), que nació y se educó en al-Ándalus durante el periodo almorávide para trasladarse, a mediados del siglo, a la corte normanda de Rogelio II de Sicilia.

Tras la retirada de las tropas del Conde de Barcelona, Mallorca quedó de nuevo en poder musulmán bajo el control de la familia almorávide Banû Gâniya, quienes debido a la reunificación almohade y al avance cristiano crearon un nuevo estado independiente en las Baleares. Posteriormente, continuó el comercio entre los distintos enclaves del Mediterráneo, pero los ataques musulmanes contra las naves comerciales no cesaron. No obstante, en 1148, Muhamad ben Ganiya firmó en Génova y Pisa un tratado de no agresión, y además lo revalidó en 1177 y en años posteriores. Este gobernador era uno de los hijos del sultán almorávide Alí ibn Yúsuf, por lo que su reino contaba con cierta legitimidad dinástica, de modo que en 1146 proclamó su independencia.
Cuando los Ganiya se asentaron en Mallorca, ya existían en la medina templos, posadas y baños que había construido el anterior valí, al-Khawlaní, por lo que la ciudad contaba con toda una serie de lugares de encuentro social y diversas comodidades, así como tres recintos amurallados y alrededor de unas 48 mezquitas repartidas entre todo el territorio insular. Antes de la conquista cristiana los isleños conocían los ingenios de las fuerzas tradicionales, pues por todo el territorio insular se localizaban molinos de viento e hidráulicos que eran utilizados para moler harina y extraer agua del subsuelo. La producción que se llevaba a cabo en las tierras mallorquinas se basaba en cultivos de regadío y secano: aceite, sal, mulos y leña; productos bien considerados en la intendencia militar de la época.
Durante este periodo se desarrolló una rica agricultura de regadío; se construyeron fuentes, acequias y canales. Las tierras estaban divididas en alquerías y explotadas por clanes familiares de forma colectiva. En la medina se concentraban las clases dirigentes, la administración y todo tipo de artesanos y comerciantes; propiciando el florecimiento de una vida cultural y artística, favoreciendo con todo ello que la ciudad se convirtiese en un centro de intercambio entre oriente y occidente.
A pesar de que los almorávides predicaban un cumplimiento más ortodoxo del islam en Berbería, Mallorca recibió la influencia cultural andalusí, por lo que sus preceptos religiosos se fueron relajando. Sin embargo, la presión que llevaba a cabo el rey Alfonso I y el nuevo poder emergente almohade, condujo a la administración almorávide a una crisis que después de la caída de Marrakech en 1147, acabó sucumbiendo ante este nuevo imperio.
Finalmente, en 1203, una flota almohade que partió de Denia abatió tras una dura lucha a los Ganiya, el último bastión almorávide del período de al-Ándalus, incorporando a Mallorca a sus dominios. Desde entonces, estuvo gobernada por distintos valíes que eran designados desde Marrakech, hasta que en 1208 se designó a Abû Yahya como gobernador de ella, quien creó un principado semiindependiente, con solo una sumisión formal al emir almohade.

### Situación de la Corona de Aragón

Escudo de armas de la Corona de Aragón.

Después de haber pacificado sus territorios y haber normalizado la situación con la recuperación económica sufrida por la sequía que había comenzado en 1212, la corona de Aragón comenzó a pensar en una política expansiva que permitiese ampliar sus dominios. Durante ese mismo año, los musulmanes resultaron vencidos en la batalla de Las Navas de Tolosa, hecho que propició el consecuente declive almohade y permitió al reino aragonés la creación de un programa para reafirmar su poderío. Sin embargo, dicha expansión proyectada en un principio hacia el norte, fue truncada tan solo un año después, durante los sucesos de la batalla de Muret, donde el padre de Jaime I, Pedro II de Aragón falleció en combate, por lo que para poder ampliar sus dominios, mejorar las posibilidades económicas y canalizar el empuje de la nobleza hacia el exterior, se proyectó la expansión hacia el sur y hacia el Mediterráneo. Por entonces, Jaime tenía tan solo cinco años de edad y tras una serie de acontecimientos fue internado en el castillo templario de Monzón, en la provincia de Huesca, bajo la tutela de Simón de Montfort, donde recibió una educación en un ambiente religioso y militar que le propició un carácter enérgico y una personalidad guerrera.
Durante 1221, se creó una nueva moneda llamada duplo que, circuló junto a los morabetines y florines de oro de la época, pero lejos de servir a la función que prometía su aplicación, se le atribuye la decadencia del comercio y la prosperidad general de la corona, pues el cambio, generó una confusión que unida a su desproporción con las monedas de plata y oro, más la falsificación a la que solía ser objeto por parte de los nobles y potentados que la acuñaban, provocó una serie de conflictos que tuvieron repercusiones sobre la ya precaria economía de la corona.
Además, ya desde la derrota de Muret, la Corona aragonesa venía sufriendo un paréntesis de crisis económica que comenzó a reavivarse en 1225, pero la recuperación continuó lentamente hasta el punto de que en 1227, al parecer, para asegurar que las naves catalanas tuviesen la suficiente carga como para animarlas a realizar el viaje, se prohibió cargar mercancías en embarcaciones extranjeras mientras hubiese en el puerto naves catalanas, por lo que los intereses comerciales de Génova y Pisa se centraban más en mantener sus rutas mediterráneas que en afrontar los riesgos de la expansión cristiana. Aunque la necesidad de emprender la conquista contra el islam de Mallorca se había proclamado en las cortes de Tortosa de 1225, cuya iniciativa comenzó con el fracasado asedio a Peñíscola al no contar con el apoyo aragonés, Jaime I tuvo que afrontar en 1227 una nueva revuelta que quedó sofocada gracias a la intervención de Poncio de Torrella, por entonces obispo de la comarca de Tortosa. De todos modos, el retraso hasta 1229 para comenzar la invasión no fue solo por los intereses de estas últimas potencias, sino porque los verdaderos interesados carecían de las fuerzas necesarias para llevarla a cabo y consolidarla.
Si bien la empresa de conquistar la isla respondía a razones de políticas internas de prestigio de la monarquía y de expansión territorial tras el declive almohade, el casus belli empleado fue el saqueo y captura en Ibiza de dos naves catalanas que se dirigían a comerciar con Ceuta y Bugía en noviembre de 1226. Cuando Jaime envío a un representante a solicitar en su nombre que sus naves fuesen restituidas, el valí musulmán, desdeñosamente y haciendo caso omiso a la reclamación, preguntó: «que quién era el rey que las solicitaba», por lo que cuando el enviado volvió y relató lo sucedido, Jaime juró no abandonar hasta conseguir «asir al moro por las barbas», declaración que por la época se consideraba muy humillante.

## Preparativos
Jaime I tenía en mente la conquista de Valencia y de las Baleares, pero las razones para invadir uno u otro territorio obedecían a objetivos y razones distintas. Valencia era una tierra rica que podía servir para que la población del Reino de Aragón y de Cataluña encontrase nuevas tierras y para que la nobleza obtuviese nuevos feudos, por lo que era la opción preferida por los aragoneses. Además, el rey de Castilla, Fernando III, había intentado la toma de zonas de Valencia que, en principio, estaban reservadas para el rey aragonés. Sin embargo, la opción de la conquista de las Baleares era la preferida por los comerciantes catalanes y provenzales, ya que los mercaderes mallorquines competían con aquellos, además de que por entonces, las islas eran refugio de piratas y punto de apoyo a los corsarios berberiscos que dificultaban el comercio con el norte de África y con el resto del Mediterráneo. La toma de las Baleares no representaba solo un ataque de represalia por los perjuicios causados a los mercaderes, sino que representaba el inicio de una expansión planeada para obtener el monopolio comercial con Siria y Alejandría y potenciar así los intercambios comerciales con Italia y con el resto del Mediterráneo. Fue tras el éxito obtenido en Mallorca cuando Jaime decidió que estaba listo para conquistar el reino de Valencia, el cual capituló tras la batalla del Puig en 1237.

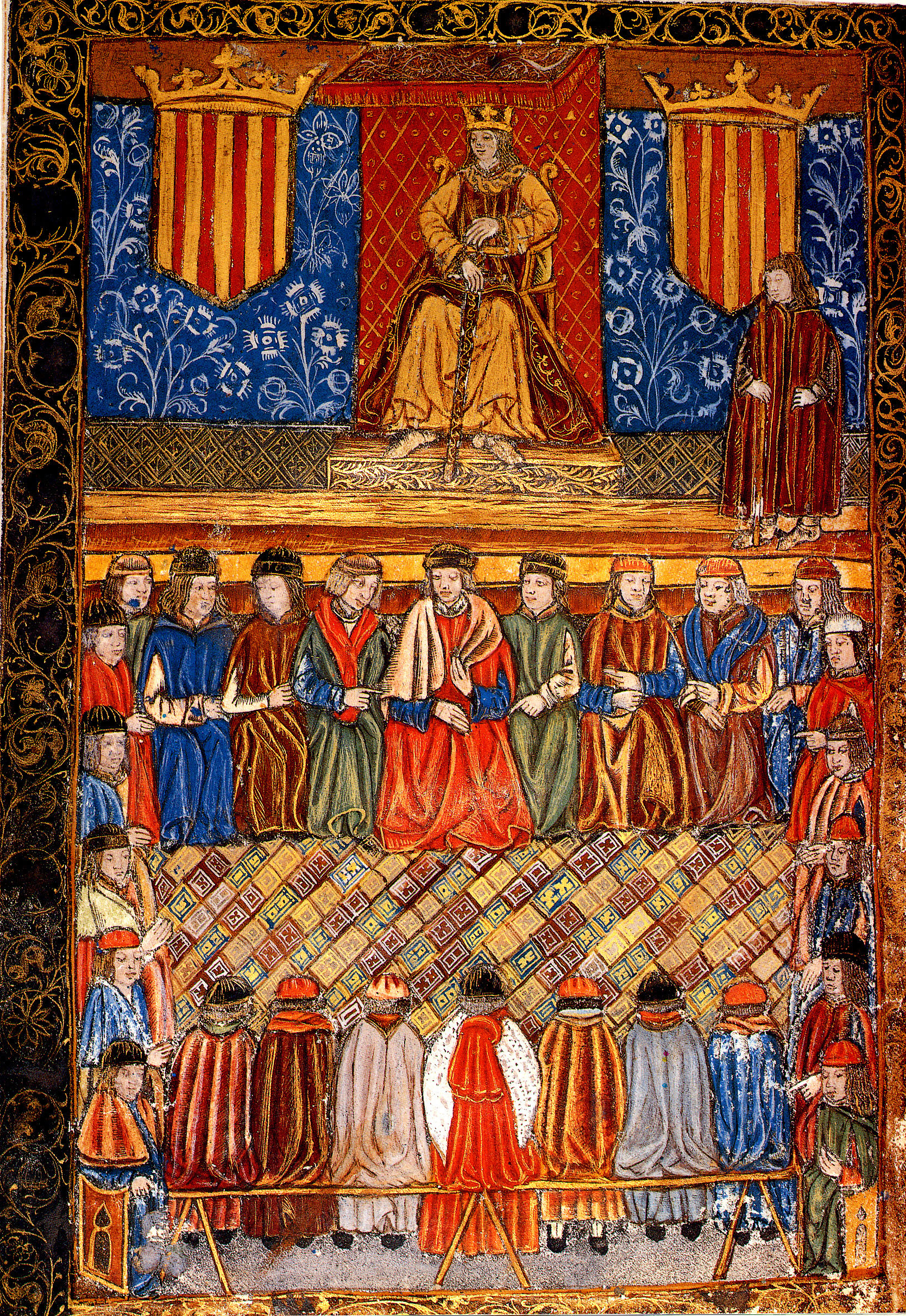
Fernando II de Aragón en su trono enmarcado por dos escudos con el emblema del señal real. Frontis de una edición de 1495 de las Constituciones catalanas.

### Asamblea en las cortes catalanas
En las Cortes catalanas celebradas en diciembre de 1228 en Barcelona, en las que tomaron parte los tres estamentos, se discutió sobre la conveniencia de llevar a cabo una campaña militar contra las Baleares o contra Valencia, al tiempo que el rey le aseguró la concesión de las iglesias de las islas al obispo de Barcelona.

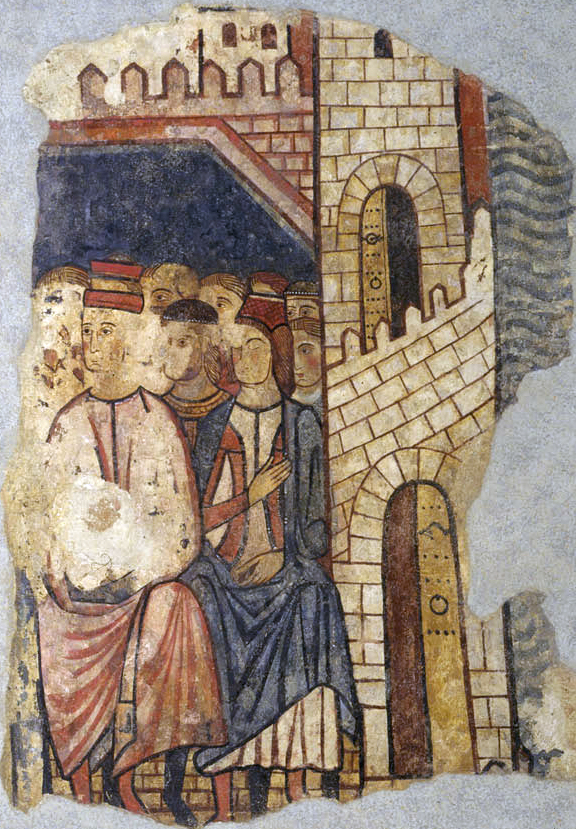
Las cortes de Barcelona en diciembre de 1228, asamblea en la que se discutieron los pormenores sobre la campaña militar para la isla de Mallorca.

Durante esta época, existía un grupo de familias de la alta burguesía que configuraron la minoría rectora de la ciudad. Aunque dichas familias habían adquirido su poderío y riquezas a finales del siglo anterior, fueron también los dirigentes del gobierno ciudadano. Sus intereses estaban concentrados tanto en los privilegios fundacionales de los municipios como en las futuras conquistas del monarca, por lo que para incrementar la rentabilidad de sus inversiones exigieron más y mayor rigor en sus derechos señoriales o dominicales. Entre los intereses de estas oligarquías y los ciudadanos se gestó el sentido de colectividad con personalidad propia, actuando en defensa de los intereses comunes contra las injerencias y pretensiones de determinados señores, cuyas pretensiones iban encaminadas a gravar con abuso el comercio barcelonés. De este modo, Pere Grony, el representante de la ciudad de Barcelona, le ofreció al rey en las cortes la ayuda de la ciudad para su expedición. A aquella primera asamblea le siguieron otras, hasta que finalmente, el rey se decantó por la opción mallorquina.
El ataque a las tierras mallorquinas estaba ya fomentado por los comerciantes y hombres de negocios, por lo que quedaba pendiente el apoyo de los nobles; imprescindibles para llevar a cabo la hazaña. Según el mismo Jaime I, fue el experto navegante catalán Pedro Martell quien le animó a embarcarse en aquella empresa durante el banquete de cena que este último organizó en Tarragona a finales de 1228.
Tanto el programa político de la empresa como el religioso quedaron claramente definidos en los discursos de las cortes. La apertura la inició Jaime I pronunciando un versículo en latín cuyo origen está sin clarificar: «Illumina cor meum, Domine, et verba mea de Spiritu Sancto», pero que solía usarse en la época medieval para solicitar la inspiración divina del resto del sermón, donde Jaime hizo alusión a que la misión consistiría en una «buena obra». La iglesia y la influencia del hecho religioso en el reinado de Jaime I es múltiple, variada y de gran profundidad, destacando en su vida y obra la importancia de san Raimundo de Peñafort, con los dominicos y san Pedro Nolasco, con la fundación de la orden de la Merced.
Según el filólogo Rafael Alarcón Herrera, desde el inicio de la aventura se encuentran presentes los valores espirituales de los templarios, pues dicha orden, había incluido ya en 1129 a las Baleares en su lista de territorios a conquistar un año antes de su reconocimiento, en el concilio de Troyes, por lo que durante la cena, al parecer, aludieron al monarca que la invasión era «voluntad de Dios»; hecho que pudo haber animado al joven rey, dada la relación con su nacimiento y educación en dicha casa. De hecho, buena parte de la conquista fue planeada y ejecutada por los templarios, prueba de ello son la donación del castillo, el barrio judío, más de la tercera parte de la ciudad y la concesión de un puerto exclusivo en la misma para la orden. No obstante, cabe destacar que, lejos de ser mero instrumento de los nobles, la autoridad del joven rey supo sobreimponerse a algunas directrices que sirvieron para compensar ciertos agravios nobiliarios.
Aunque no es posible afirmar que las razones de la casa del temple para colaborar en la invasión obedecían a causas ajenas a la expansión de la corona de Aragón, se puede afirmar que dicha orden era la mejor tropa que Jaime I poseía en todo su reino.

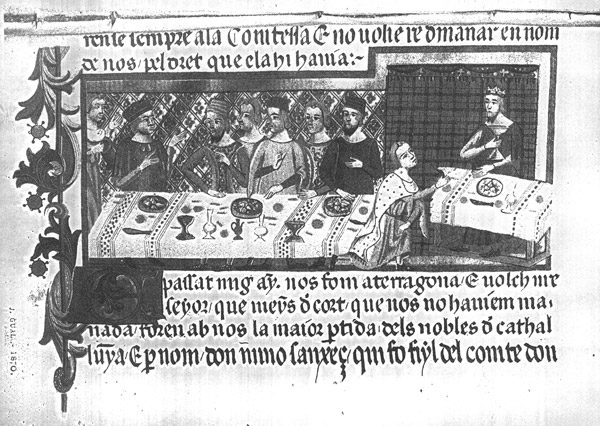
Según narra el propio Jaime I en el Llibre dels fets, la conquista de la isla de Mallorca fue presentada al monarca aragonés por los mercaderes durante una cena dada por el navegante Pere Martell en Tarragona.

### Sufragio y apoyo de la nobleza
Es probable que, aunque se diese la cena donde se establecieron las inversiones necesarias para la expedición, el ataque a la isla estaba ya decidido. En aquella reunión, los nobles catalanes le concedieron su apoyo al rey, así como ayuda económica y militar mediante el aporte de un número determinado de caballeros y uno indeterminado de peones. También se pactó el cobro del impuesto de bovaje en los dominios de la corona para sufragar los gastos, así como la firma de un tratado de Paz y tregua en toda la región de Cataluña. A cambio, recibirían una parte de las tierras conquistadas proporcional al apoyo prestado para la conquista, por lo que el rey se comprometió a nombrar árbitros para el reparto de las tierras y del botín. Los hombres designados para esta tarea fueron finalmente el maestre de la Orden del Temple, el obispo de Barcelona Berenguer de Palou, el obispo de Gerona, el conde Nuño Sánchez del Rosellón (quien después del rey era el magnate de mayor importancia en la empresa), el conde Hugo IV de Ampurias, los caballeros catalanes Ramón Alamán y Ramón Berenguer de Ager y los acaudalados señores de Aragón Jimeno de Urrea y Pedro Cornel.
Asimismo, el rey solicitó a los mercaderes el préstamo de 60 000 libras aragonesas, prometiéndoles que les serían devueltas cuando la ciudad de Mallorca fuese tomada, aunque se desconoce si eran de oro o de plata. Referente a la ayuda que los ciudadanos de su reino pudiesen aportar para la campaña, les comentó que no podría darles nada en compensación, puesto que nada tenía, pero que de conseguir la victoria, entregaría en propiedad toda la extensión de mar desde las playas barcelonesas hasta las de Mallorca, por lo que hoy día, al fijar los límites de una propiedad colindante con una playa, en lugar de señalar a la playa o al mar como límite, se sitúa como dominio de ese propietario la porción de mar desde la playa de su finca hasta la de Mallorca.

### Participantes

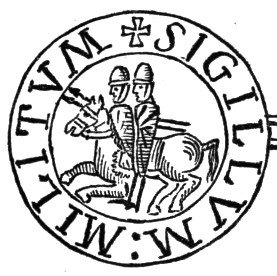
Sello de los Caballeros Templarios, con su conocida imagen de dos caballeros subidos en un caballo, símbolo de su inicial pobreza. El texto está escrito en caracteres griegos y latinos Sigillum Militum Xpisti: que significa "El sello de los soldados de Cristo".

En el primer convenio de las cortes la operación se presentó solo para súbditos de la corona, pero al producirse la empresa como cruzada y estar amparada por una bula papal, quedó posteriormente abierta para cuantos quisiesen participar, llegando incluso a incorporarse colectivos particulares y judíos. Este último colectivo minoritario fueron denominados chuetas y su importancia radicó cualitativamente, ya que consistieron en parte de la actividad industrial, comercial y científica de la corona. Desde su punto de vista, Jaime I los consideraba incluso preferibles a los cristianos procedentes de la nobleza, quienes podrían resultar rivales políticos, por lo que la estimulación de este grupo de ciudadanos para que trasladasen sus hogares a los nuevos territorios conquistados sirvió de piedra angular para su política; súbditos, cuya contribución en la economía y la colonización de la isla fue sustancial. La simpatía del rey por el colectivo judío provenía desde temprana edad, ya que desde que fue reconocido como rey en 1214, tuvo a su disposición a un médico judío llamado Açac Abenvenist que, además de cuidar de su salud, fue comisionado en una ocasión para pactar una tregua temporal con los musulmanes.
De entre los nobles y prelados que contribuyeron con bienes y tropas a la formación del ejército, se puede citar a algunos nobles de la familia real, como el mismo Nuño Sánchez, nieto de Ramón Berenguer IV, quien aportó 100 caballeros. También se encontraba el conde Hugo IV de Ampurias, que junto a su hijo Ponce Hugo aportó 60. Entre los nobles destacó el magnate más importante de Cataluña, Guillermo Ramón de Moncada quien junto a su tío Ramón aportó 400 caballeros. Los miembros del clero también aportaron sus hombres: Berenguer de Palou y el obispo de Gerona, Guillermo de Montgrí destinaron cada uno 100 caballeros a la empresa. Igualmente participaron el arzobispo de Tarragona, Aspàreg de la Barca y Ferrer de Pallarés, prelado de Tarragona, que posteriormente se convertiría en obispo de Valencia y que proporcionó una galera y cuatro caballeros, al tiempo que también llegó a formar parte del consejo de guerra del rey.
No solo los nobles y prelados se comprometieron con la empresa, sino también hombres libres y ciudades, y no solo catalanas, dispusieron navíos y apoyo económico a la causa. Barcelona, que junto a Tortosa y Tarragona eran las más perjudicadas por la piratería, tuvieron un papel protagonista en las asambleas, lo que se demuestra por la intervención de un número significativo de sus ciudadanos. Berenguer Gerard y Pedro Grony participaron directamente en las conversaciones y Berenguer Durfort, miembro de una poderosa familia de mercaderes, fue nombrado tras la conquista primer alcalde de la Ciudad de Mallorca. La empresa se presentó como una cruzada contra los infieles, al igual que la emprendida contra Peñíscola a raíz de otras Cortes celebradas en Tortosa en 1225. El rey Jaime tomó la cruz en Lérida en abril de 1229.
Aunque la conquista fue preferentemente obra de catalanes, hubo colaboración de muchas otras poblaciones y ciudades de la Provenza: Montpellier, Marsella y Narbona, o italianas, como Génova. Las ciudades de Tortosa, Tarragona y Barcelona, las más afectadas por el pillaje de los piratas, fueron las que más navíos ofrecieron. Fue Ramón de Plegamans, empresario rico al servicio del rey, quien se encargó de preparar la flota, aunque posteriormente no participó en la campaña.
A pesar de que las clases populares de las ciudades aragonesas renunciaron a colaborar, en una reunión llevada a cabo en Lérida pocos días después de las citadas Cortes de Barcelona, Jaime consiguió que un buen número de nobles aragoneses tomaran también parte por su vínculo de vasallaje con el rey, y que los leridanos acabaran apoyando la empresa, pese a que en un principio parecía que no iban a participar, puesto que junto a los aragoneses, estaban más interesados en Valencia, hecho que aprovechó Jaime para preparar la futura conquista de aquel reino musulmán. Finalmente, unos 200 caballeros de los que embarcaron en la expedición provenían de Aragón, entre los que se puede nombrar a los 150 caballeros de Pedro Cornel y los 30 de Pedro de Lizana, camarlengo del rey que finalmente fue nombrado gobernador general de la isla.
Entre otros nobles aragoneses, especialmente caballeros que formaron parte del consejo asesor del monarca, se encuentran, Atho de Foces, Gil de Alagón, Artal de Luna, Blasco de Alagón y Rodrigo de Lizana. Aunque todos ellos siguieron al monarca en la conquista de Valencia, muchos de sus mesnaderos se asentaron en la isla al recibir beneficios en el reparto del botín, propiciando posteriores repoblaciones de aragoneses que llevaron a cabo una amplia actividad económica y social.

### Bula papal y últimos detalles

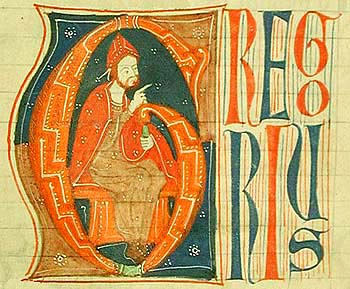
Imagen de un manuscrito del papa Gregorio IX.

En la intensificación de los preparativos y amparado por la bula papal que en 1095 había concedido el papa Urbano II al abuelo de Jaime, Pedro I de Aragón, el papa Gregorio IX despachó el 13 de febrero de 1229 dos documentos en los cuales facultaba su legado para expedir indulgencias en las tierras aragonesas a los que organizasen mesnadas hostiles contra los musulmanes, al tiempo que recordaba a las localidades costeras de Génova, Pisa y Marsella que, se había impuesto un veto comercial de materiales estratégicos con los infieles mallorquines.
En agosto de 1229, el arzobispo de Tarragona donó 600 cuarteras de cebada y un día después, el rey, se reafirmó en las promesas de repartición de tierras, instituyó procuradores y recibió el juramento de varios caballeros.
La negativa aragonesa produjo gran disgusto al «Conquistador», pero al llegar a Barcelona, comprobó con júbilo que se había preparado una poderosa armada que, además de unas 100 embarcaciones pequeñas, contaba con 25 naves de combate, 12 galeras y 18 táridas para transportar caballos y máquinas de asedio.
A pesar de que la armada de flota naval catalana existía desde el siglo IX, antes incluso que la castellana, fue Jaime I quien durante su reinado la llevó a manifestar su poderío al esplendor.
Llegado el día de Santa María de agosto, acudieron junto al rey todos los barones y caballeros de Cataluña a Tarragona y Salou llevando consigo todos los aparejos: armas, velas, jarcias, naves y táridas que fueron cargadas de leños, harina, cebada, carne, quesos, vino, agua y biscuit; un tipo de pan que se retostaba para que se endureciese y conservase mejor. Antes de partir, el rey, junto a los nobles y su comitiva, asistieron a una misa dada por Berenguer de Palou en la catedral de Tarragona en la que también recibieron la comunión, mientras que el ejército, comulgó en una capilla que se había levantado en el puerto a tal efecto. A la partida de la flota habían acudido la mayoría de ciudadanos de Tarragona a disfrutar del grandioso espectáculo, formando una imponente masa que a la altura del precipicio rocoso que se alza sobre el mar, bendecían a dios. La nave en la que iba Guillermo de Moncada, capitaneada por Nicolás Bonet, recibió la orden de situarse en la vanguardia, así como la del capitán Carroz a la retaguardia, mientras que las galeras fueron colocadas en círculo rodeando las naves de transporte para salvaguardarlas. La última en hacerse a la mar fue una galera de Montpellier que había sido destinada al rey y sus caballeros debido a que en el último instante, aparecieron una multitud de voluntarios que tuvieron que ser embarcados.

## Ejércitos combatientes

### Ejército cristiano
Una primera estimación del ejército cristiano, formado por huestes nobiliarias, daría la cifra de 1500 caballeros y 15 000 peones, divididos entre los siguientes:
- Hueste de la Casa de Aragón 150/200 caballeros.
- Hueste de Guillermo Aycard y Balduino Gemberto, 600 caballeros y varias naves.[88]
- Hueste de Nuño Sánchez I de Rosellón y Cerdaña,[89] 100 caballeros.[90]
- Hueste de Guillermo II de Bearne y Moncada,[89] 100 caballeros.[90]
- Hueste de Pedro Cornel, 150 combatientes.[90]
- Hueste de Ramón Alemany Cervelló de Querol, 30 caballeros.
- Hueste de Hugo V de Mataplana,[91] 50 caballeros.[90]
- Hueste de Berenguer de Palou, 100 caballeros.
- Hueste de Hugo IV de Ampurias,[89] 50 caballeros.[90]
- Hueste del obispo de Gerona, Guillermo de Montgrí,[92][93] 100 caballeros.
- Hueste del Abad de San Feliu de Guíxols, Bernat Descoll.
- Hueste del preboste del arzobispo de Tarragona, Aspàreg de la Barca,[94] 100 caballeros y 1000 lanceros.
- Hueste de la Orden del Templo de Salomón.
- Hueste de la Orden del Hospital de San Juan de Jerusalén.
- Hueste de Guillermo I de Cervelló, 100 caballeros.[90][95]
- Hueste de Ferrer de San Martín,[96] 100 caballeros.[90]
- Hueste de Ramón II de Moncada, 25/50 caballeros.[97]
- Hueste de Ramón Berenguer de Áger, 50 caballeros.[90][97]
- Hueste de Galçeran de Pinós, 50 caballeros.[90]
- Hueste de Bernardo de Santa Eugenia,[89] 30 caballeros.
- Hueste de Guillermo de Claramunt, 30 caballeros.[90]
- Hueste de Raimundo Alamán, 30 caballeros.[90]
- Hueste de Gilabert de Cruilles, 30 caballeros.[90]

Entre sus tropas, contaba Jaime I también con la presencia de almogávares, mercenarios que vivían para la lucha y la guerra y que usualmente se vendían al mejor postor. El cronista Bernat Desclot, en su crónica llamada Libro del Rey Pedro de Aragón y de sus antecesores pasados: los describió así:

Estas gentes que se llaman Almogávares no viven más que para el oficio de las armas. No viven ni las ciudades ni las villas, sino en las montañas y los bosques, y guerrean todos los días contra los Sarracenos: y penetran en tierra de Sarracenos una jornada o dos, saqueando y tomando Sarracenos cautivos; y de eso viven. Y soportan condiciones de existencia muy duras, que otros no podrían soportar. Que bien pasarán dos días sin comer si es necesario, comerán hierbas de los campos sin problema. Y los adalides que los guían conocen el país y los caminos. Y no llevan más que una gonela o una camisa, sea verano o invierno, y en las piernas llevan unas calzas de cuero y en los pies unas abarcas de cuero. Y traen buen cuchillo y buen correa y un eslabón en el cinto. Y trae cada uno una buena lanza y dos dardos, así como una panetera de cuero a la espalda, donde portan sus viandas. Y son muy fuertes y muy rápidos, para huir y para perseguir; y son catalanes y aragoneses y sarracenos.
 Bernat Desclot, Libre del rei en Pere e dels seus antecessors passats, cap. LXXIX.

La indumentaria de las tropas cristianas consistía en un yelmo hemisférico reforzado por un aro del cual podía pender una especie de protector para la nariz. Sus cascos estaban fabricados con chapa de hierro batido que después de una fase de bruñido, solían pintar, principalmente para mejorar su conservación, pero también como medida identificativa de los guerreros que los portaban. Cabe también destacar la destreza de los caballeros templarios, ya que contaban con granjas de monta y remonta de caballos, por lo que poseían a los más veloces, lo que les permitía hacer una avanzada de reconocimiento sin ser alcanzados por el enemigo. Algunos de sus caballos eran tan fuertes que, cuando los usaban en la batalla cuerpo a cuerpo, solían derribar al caballo y jinete enemigo, además de estar entrenados para morder y cocear cuando a través de las riendas su caballero se lo ordenaba. Entre la artillería pesada del ejército cristiano se encontraban los fundíbulos, ya que con ellos conseguían alcanzar mayores distancias que con hondas de mano, además de los destrozos que ocasionaban en los edificios o ejércitos enemigos. Otras máquinas de asedio usadas por Jaime I fueron las manganas, similares a los fundíbulos y de fácil construcción y también las brigolas, que al ser giratorias permitían cambiar la dirección del proyectil.

### Ejército musulmán
Según las distintas crónicas, el rey musulmán de la isla, Abú Yahya, disponía entre 18 000 y 42 000 hombres y entre 2000 y 5000 caballos
Los principales comandantes del valí eran: Abu-l-Ulà Idrís al-Mamun, Fat Allâh (in Fautil·la), Abu Hafs ibn Sayrî y Xuiap de Xivert, un refugiado almohade natural de Xivert, que se le cree refugiado de la revuelta del también valenciano Zaian contra los almohades; contaba con un ejército de 3000 guerreros, de 20 a 30 hombres a caballo y de un total de 15 000 civiles junto a mujeres e infantes. El armamento de los musulmanes no difería demasiado del cristiano; mallas, lanzas, mazas, flechas y escudo de piel resistente a los sables. Según se desprende de un fresco conservado en el museo de arte catalán, una de las armas musulmanas usadas ampliamente desde las murallas consistía en el fustíbalo, artilugio similar a una honda, cuyos lazos iban atados a una vara de madera. También contaban los musulmanes con catapultas y máquinas de tiro rasante, llamadas por Jaime I algarradas, muy ligeras, rápidas de manejar, y capaces de arrasar varias tiendas enemigas.

## La conquista

### La travesía y el desembarco de las tropas

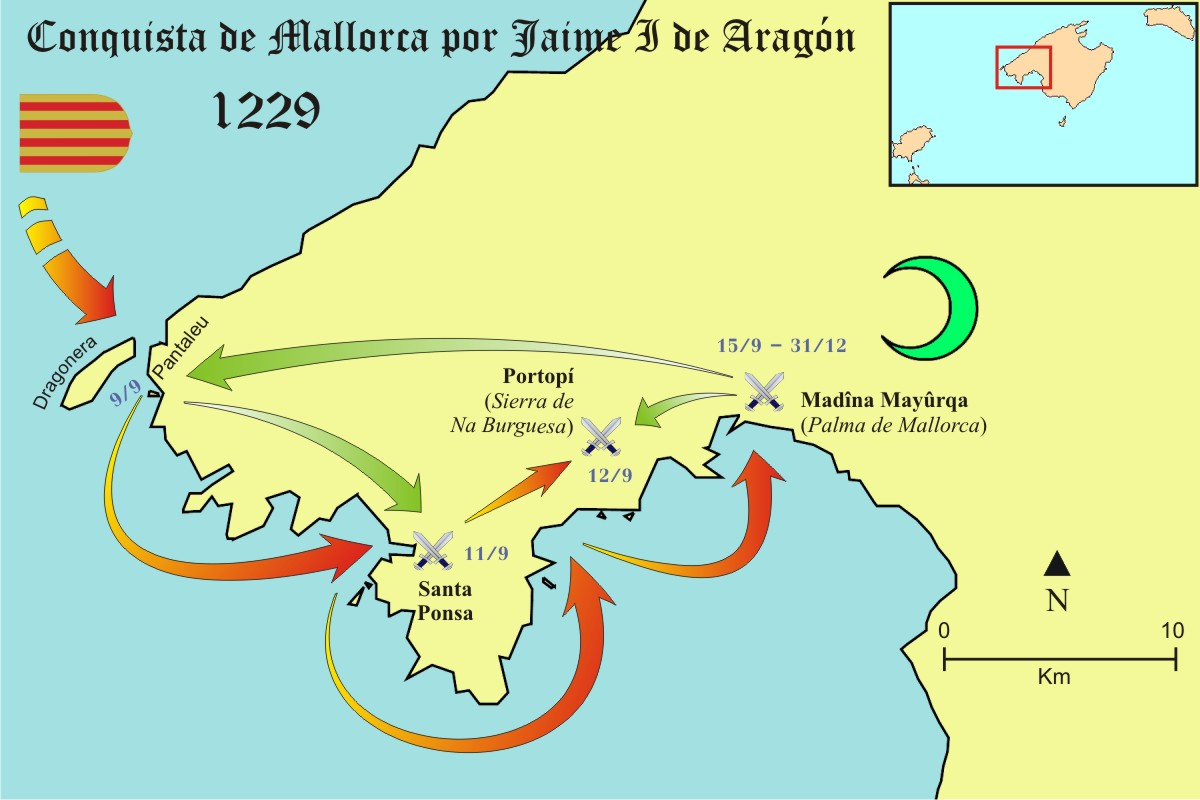
Esquema de los primeros enfrentamientos en la isla.

Panorámica de San Telmo, con la isla Dragonera al fondo y el islote Pantaleu en el centro. Municipio de Andrach.

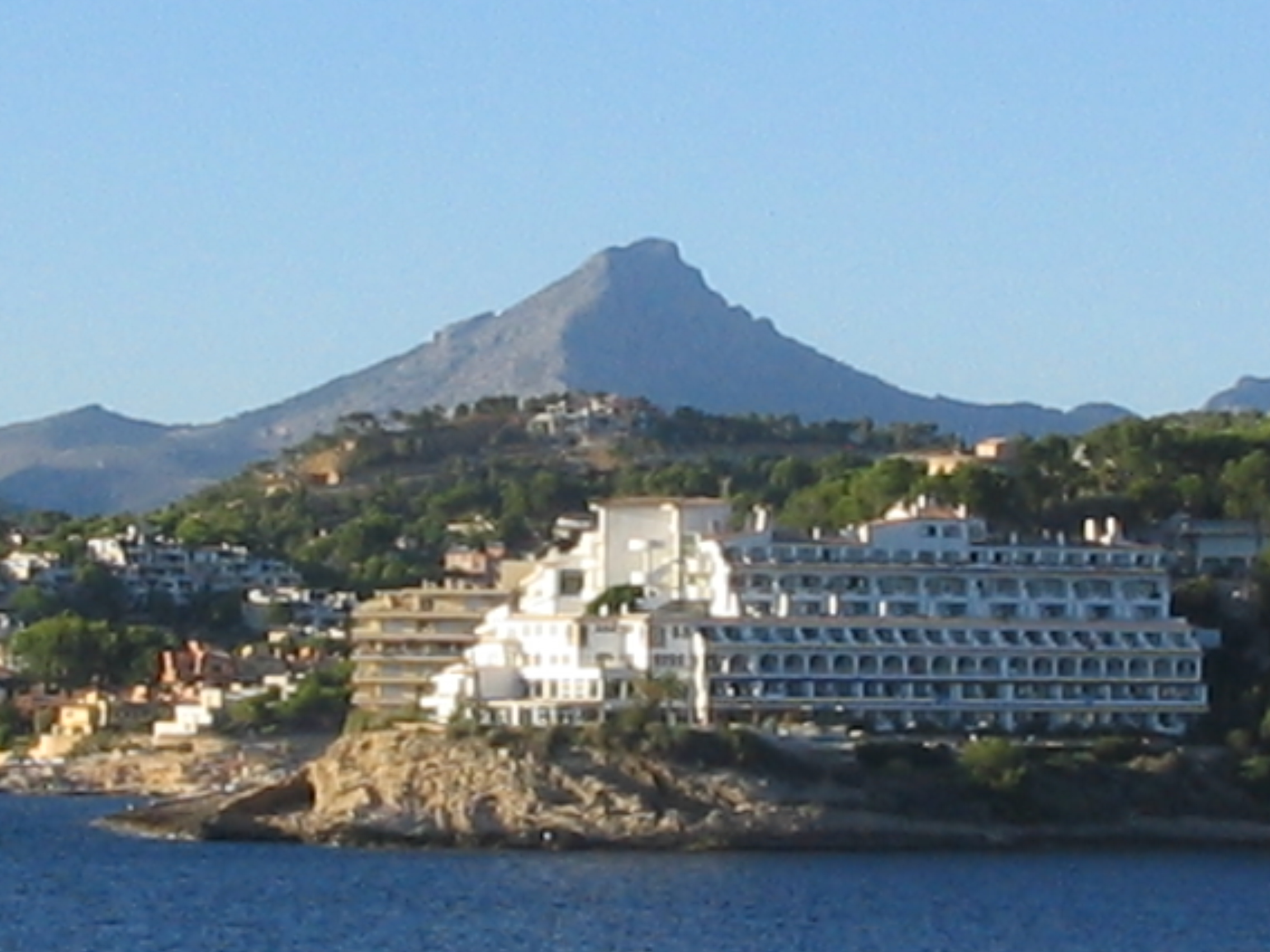
Bahía de Santa Ponsa con el monte Puch de Galatzó al fondo. La foto fue tomada desde el lugar del desembarco.

El 5 de septiembre de 1229 la expedición partía rumbo a Mallorca, desde Salou, Cambrils y Tarragona, con una flota formada por más de 150 naves, la mayor parte de ellas catalanas. Las distintas fuentes hablan de un contingente armado formado entre 800 y 1500 caballeros y unos 15 000 soldados. El rey musulmán de la isla, Abú Yahya, disponía entre 18 000 y 42 000 hombres y entre 2000 y 5000 caballos (según las distintas crónicas) y no obtuvo apoyo militar, ni de la península, ni del norte de África, por lo que intentaron dificultar lo máximo posible el avance cristiano hacia la capital.
Algunas de las naves cristianas habían sido construidas a expensas de la corona, pero la mayoría de ellas eran aportes particulares. Se designó como dirigente de la flota, por su experiencia y conocimiento de las Baleares a Pedro Martell, mientras que Guillermo de Moncada, que anteriormente, y debido al peligro que la empresa conllevaba había solicitado al rey hacerse cargo de la misión, hacía las veces de lugarteniente; todos ellos bajo el mando personificado de Jaime I, quien por su fogosidad no admitía imposiciones y desechó la petición. La nave real, en cabeza de la flota, fue patroneada por Nicolás Bonet, siguiéndola en orden las de Bearne, Martell y Carroz.
El viaje hacia la isla estuvo dificultado por una fuerte tormenta que estuvo a punto de provocar que el convoy retrocediese, pero finalmente, después de tres días, entre el viernes 7 de septiembre y parte del sábado, la totalidad de la flota cristiana arribó al islote Pantaleu, situado en la costa de la actual localidad de San Telmo, núcleo de población perteneciente al actual municipio de Andrach. Las fuerzas de Jaime I no se vieron dificultadas por la flota musulmana, en el caso de que hubiera existido, pero fue tal la dureza del temporal que, el rey, durante la tormenta, le juró a Santa María que le construiría una catedral para venerarla si les salvaba la vida. La tradición local cuenta que, la primera misa real se llevó a cabo en este islote y que en él se conservaba una pila de agua donde el rey abrevó su caballo, pero en 1868 fue destruida por unos revolucionarios que pretendían acabar con los vestigios del pasado feudal.
Mientras los cristianos se preparaban para comenzar el asalto, Abú Yahya acababa de reprimir una revuelta que había sido provocada por su tío, Abu Has Ibn Sayri y como reprimenda, se disponía a ejecutar a 50 de los alborotadores. No obstante, el valí los indultó para que ayudasen en las labores de defensa. Sin embargo, una vez que los indultados partieron de la medina hacia sus casas, algunos de ellos prefirieron ponerse de parte de los cristianos; como fue el caso de «Alí del Pantaleu», conocido también por «Alí de la Palomera» o el de Ben Abed, un musulmán que suministró provisiones a Jaime I durante tres meses y medio.
El domingo 9 de septiembre, mientras las tropas cristianas se encontraban descansando fondeadas en la Dragonera, junto al Pantaleu, recibieron la visita de Alí de la Palomera, que se acercó nadando hasta esta isla y les proporcionó noticias sobre Mallorca y la situación en la que se encontraba.
La llegada de los cristianos no había tomado por sorpresa a los moros, ya que desde las atalayas costeras habían divisado a la flota cristiana e informado al valí de la presencia de las naves, el cual dispuso de un ejército de 5000 soldados y doscientos caballos que acamparon frente a la costa de Andrach dispuestos a repeler el ataque. Debido a que Jaime había sido informado por Alí de los pasos del valí y del contingente que le esperaba, la temeridad de tentar la operación ante tantos enemigos le hizo convocar a los nobles, resolviendo que, Nuño Sanz y Ramón de Moncada, cada uno con una galera, costeasen la costa hasta que encontrasen un buen lugar para tomar tierra. Esta escuadra de reconocimiento y exploración regresó con la noticia de haber encontrado un lugar llamado Santa Ponsa, desde el cual había un montecillo que, con unos 500 hombres apostados en él, podrían defender el desembarco de los soldados.

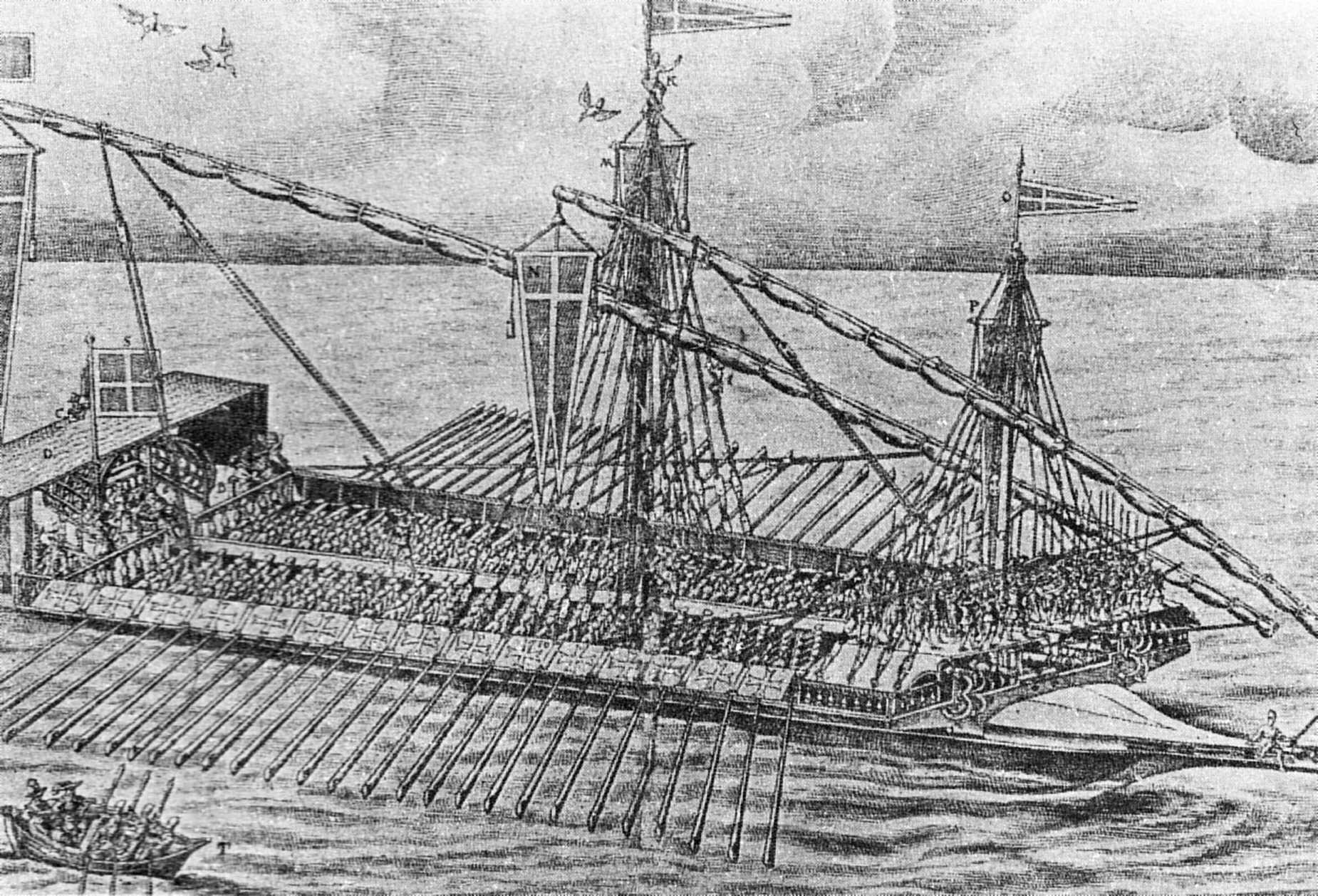
Galera maltesa de la época, donde puede apreciarse la gran cantidad de esclavos remeros que usaban para movilizarla.

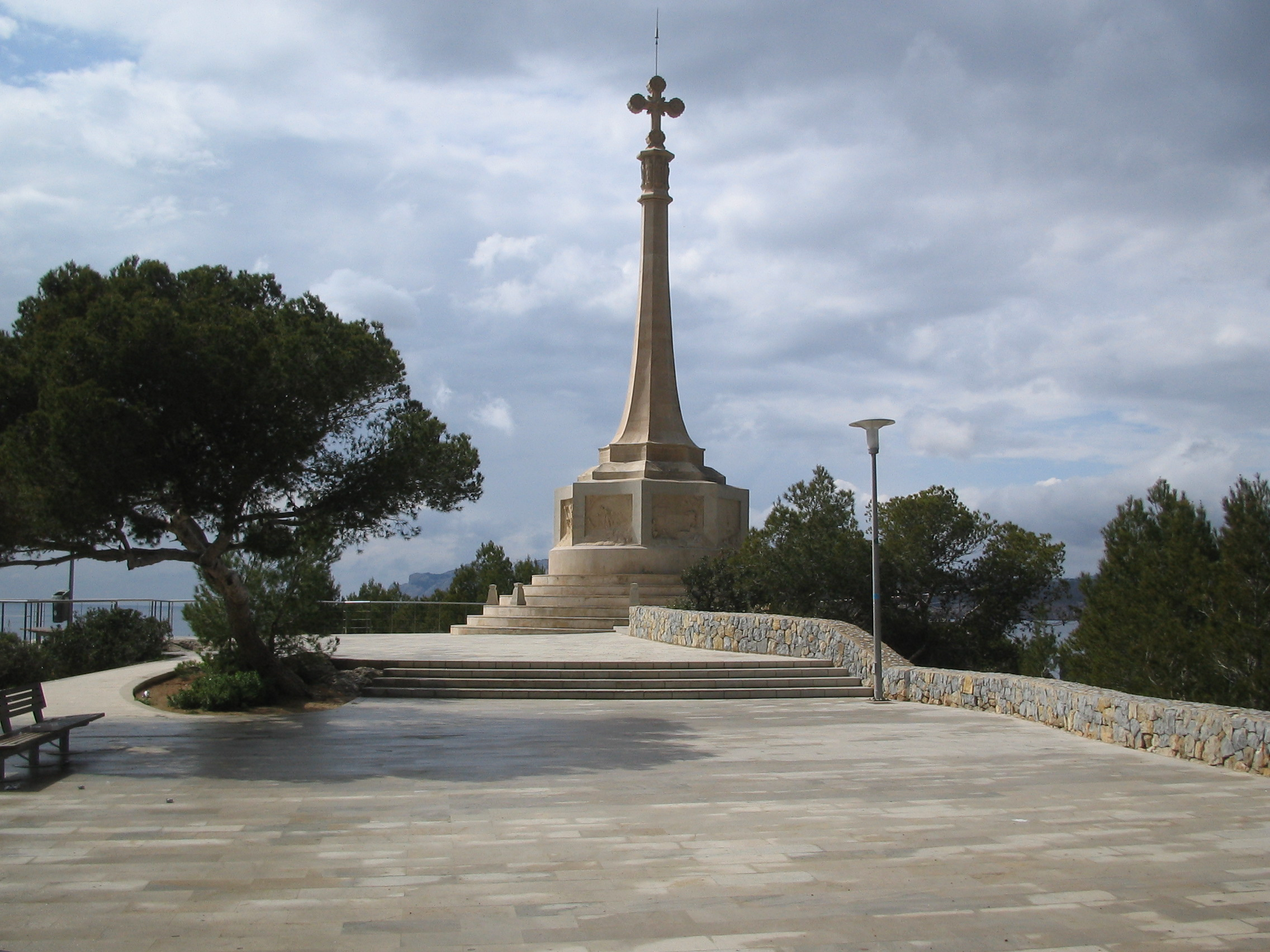
Cruz conmemorativa en Santa Ponsa, en el lugar donde se produjo el desembarco. El monumento forma parte del entramado del Paseo Calviá.

Una vez alcanzada la bahía de Santa Ponsa, al llegar la medianoche y en completo silencio, tal y como Alí les había aconsejado, el rey ordenó que se levasen anclas y que la señal de ataque se daría golpeando con un palo en la proa de las taridas y galeras. Por el otro lado, parte del ejército musulmán había avanzado intentando averiguar el lugar del desembarco, pero a pesar del silencio que mantenían los cristianos, los moros oyeron sus remadas y comenzaron a gritar y a galopar hacia la playa, por lo que una vez los cristianos en tierra, se produjo el primer enfrentamiento armado entre ambos ejércitos, el cual acabó con una victoria fácil cristiana; alrededor de 1500 bajas al ejército del valí, mientras que el resto de sus fuerzas se desplegaron huyendo hacia las montañas de la zona. Hecho que, como la mayoría, coincide con la versión contada en las crónicas de los vencidos. Durante este primer combate, el rey, seguido por 24 caballeros aragoneses produjo una escaramuza temeraria contra un gran grupo de enemigos que desagradó a los Moncada, quienes le reprocharon su temeridad: ya que llevó a cabo la acción por su cuenta poniendo en peligro su vida y la misión al no haber advertido de sus intenciones al resto del ejército. Por otro lado, la versión de los vencidos cuenta que, los almohades tenían la costumbre de embriagarse antes de entrar en combate, lo que se tradujo en una pobre confrontación por parte de estos últimos, que se dieron a la fuga con facilidad, lo que propicio que las tropas cristianas tomasen ventaja de la situación, y los persiguieran matando a miles, desorientándolos y apresando sus caballos.
La transcripción al castellano de la crónica del desembarco dice:

Encontramos un lugar que tenía por nombre Santa Ponsa y decidimos que era un buen sitio para atracar. El domingo a mediodía un sarraceno llamado Alí, de La Palomera, vino nadando hasta nosotros, y nos dio noticias de la isla, de la ciudad y del Rey. Yo ordené que cuando fuese media noche, las galeras y las taridas levasen anclas...

El martes, el rey descansó en el campamento provisional que habían instalado en la playa, mientras parte de la armada, que ya había avanzado hasta la zona conocida actualmente como la La Porraza, se asentó esperando nuevas órdenes. Mientras tanto, el grueso de las fuerzas del valí, que ya habían salido de la medina, avanzaban hacia Santa Ponsa uniéndose a las divisiones moras que anteriormente se habían dispersado tras la escaramuza inicial. Avisados los cristianos de los movimientos enemigos, el monarca ordenó permanecer en alerta para poder repeler un hipotético ataque por sorpresa. Al día siguiente, Berenguer de Palou, el obispo de Barcelona, celebró una misa sobre una roca que se encuentra entre la actual urbanización Galatzó y la actual zona turística de Palmanova, en acción de gracias por los recientes éxitos de la campaña. Sobre esta roca, en 1929, se construyó un pequeño templo de estilo románico denominado capilla de la piedra sagrada.
Se cree que durante el recorrido hacia la medina, el primer objetivo militar de las tropas cristianas fue el Puig de sa Morisca, ya que desde su montículo se controla una amplia zona del lugar y porque en el mismo sitio, en 2008, un equipo de arqueólogos descubrió dentro de un contexto del siglo XIII un pequeño escudo de metal con el blasón que se estima de los caballeros Togores, junto a otros restos musulmanes.
En la localidad de Santa Ponsa, se eleva hoy día una cruz conmemorativa del acontecimiento en el lugar del desembarco, y durante las mismas fechas, se celebran las fiestas del núcleo de población, con representaciones en la playa de la típica batalla de «moros y cristianos».

### La batalla de Portopí

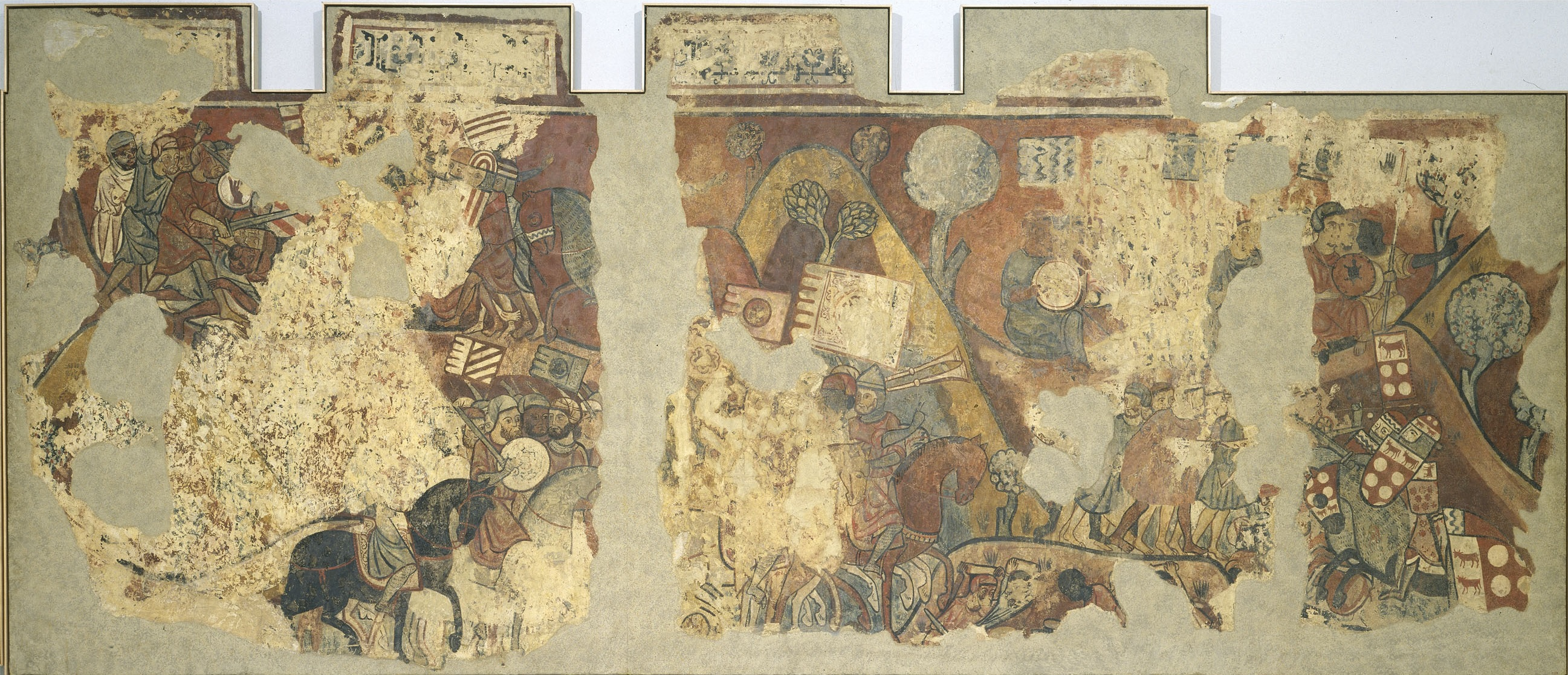
Batalla de Portopí. Fragmento de las pinturas murales de la conquista de Mallorca, procedentes del Palacio Aguilar de Barcelona y conservadas en el Museo Nacional de Arte de Cataluña. Datadas: 1285-1290.

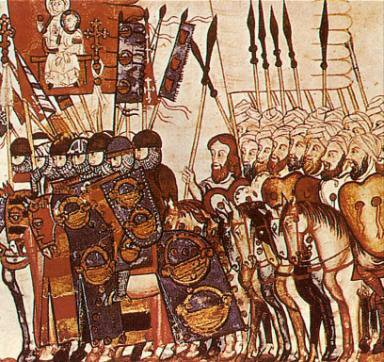
Tropas musulmanas y cristianas prestas para entrar en combate

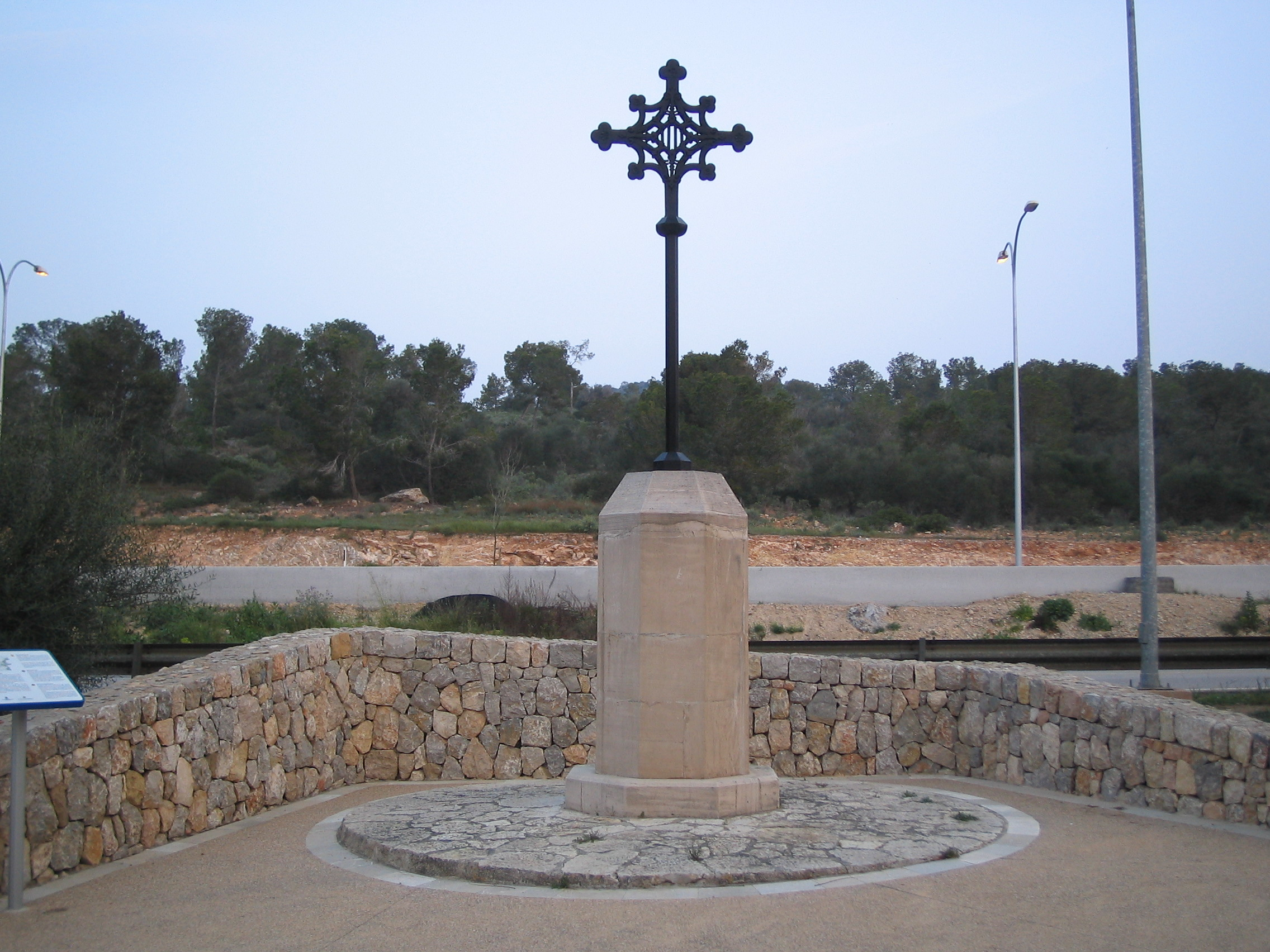
Cenotafio en el lugar donde murieron en combate Guillermo y Ramón Moncada, parte hoy día del entramado del Paseo Calviá, cerca de la actual localidad turística de Palmanova; Cruz de los Montcada.

La batalla de Portopí fue el principal enfrentamiento armado en terreno abierto entre las tropas cristianas de Jaime I y las musulmanas de Abú Yahya en toda la conquista. Se llevó a cabo el 12 de septiembre, en diversos puntos de la sierra de Na Burguesa (antiguamente llamada sierra de Portopí), aproximadamente a mitad de camino entre Santa Ponsa y la Ciudad de Mallorca, zona conocida localmente como el Coll de sa Batalla. Aunque los cristianos resultaron vencedores, sufrieron bajas de importancia, como la de Guillermo II de Bearne y el sobrino de este, Ramón, cuyo parentesco había sido confundido con anterioridad creyendo que eran hermanos, por lo que son usualmente más conocidos como «los hermanos Montcada».
Antes de comenzar la escaramuza, el ejército musulmán se había desplegado por toda la sierra de Portopí a sabiendas de que los cristianos tendrían que cruzar por estas montañas en su camino hacia la medina. Por la otra parte, horas antes de comenzar el enfrentamiento y conscientes del peligro que les acechaba, Guillermo de Moncada y Nuño Sánchez discutieron por la decisión de encabezar la vanguardia de las tropas, la cual terminó siendo dirigida por los Moncada. Sin embargo, estos se adentraron torpemente entre los musulmanes, cayendo en una emboscada que los dejó completamente rodeados, hasta que finalmente perdieron la vida combatiendo. Jaime I, que desconocía en ese momento la muerte de aquellos hombres, siguió su mismo camino, avanzando con el resto del ejército con intención de agruparse con ellos y participar juntos en la liza, hasta que tomó contacto con el enemigo en la sierra. Los cuerpos de los Moncada fueron encontrados desfigurados por las múltiples heridas que tenían y enviados a enterrar en riquísimos ataúdes al monasterio de Santes Creus, en el actual municipio de Aiguamurcia, de la provincia de Tarragona.
Según la crónica del historiador Bernat Desclot, las fuerzas cristianas dejaron mucho que desear, pues varias fueron las veces que tuvo que insistir el rey a sus hombres para que entrasen en combate, llegando incluso a amonestarles hasta en dos ocasiones, en las que exclamó la frase que posteriormente pasó a la historia mallorquina de forma popular; «Vergüenza caballeros, vergüenza». Finalmente, la superioridad militar de los cristianos consiguió que los musulmanes se retirasen, pero al solicitar los caballeros de Jaime I un alto para rendir homenaje a los nobles que habían fallecido, los dejaron huir hacia la medina donde terminaron refugiándose. Desclot comenta en su crónica que solo murieron catorce caballeros, probablemente deudos de los Moncada, de los cuales nombra a Hugo Desfar y a Hugo de Mataplana, pero que gente de a pie murió poca.
Al llegar la noche, el ejército de Jaime I se detuvo a descansar en la zona de la actual localidad de Bendinat, donde según la leyenda, comieron unas sopas con ajos. La tradición popular cuenta que, el rey, al terminar la cena, pronunció en catalán las palabras «bé hem dinat» (bien hemos comido) pudiendo así haberle dado nombre al lugar. La noticia de la muerte de los Moncada le fue dada a Jaime I por Berenguer de Palou y dos días después, el 14 de septiembre, fueron enviados a enterrar entre escenas de dolor y tristeza.
En el lugar donde fueron abatidos los Moncada, según cuenta la leyenda, se conservaba hasta 1914 un pino conocido como «el pino de los Montcada». En el siglo XIX, un grupo de poetas catalanes y franceses, entre los que se encontraba Jacinto Verdaguer, construyeron bajo el patrocinio del archiduque Luis Salvador un monumento en conmemoración del acontecimiento en el lugar donde habían reposado sus cuerpos, el cual forma parte del Paseo Calviá en su recorrido por la cercanía de la actual localidad turística de Palmanova.
Tras esta gran batalla campal el camino hacia la capital de la isla se presentó libre de obstáculos para las tropas invasoras, momento en que se prepararon para dar el asedio final a la ciudad.

### El asedio aMadina Mayurqay la pacificación de la isla

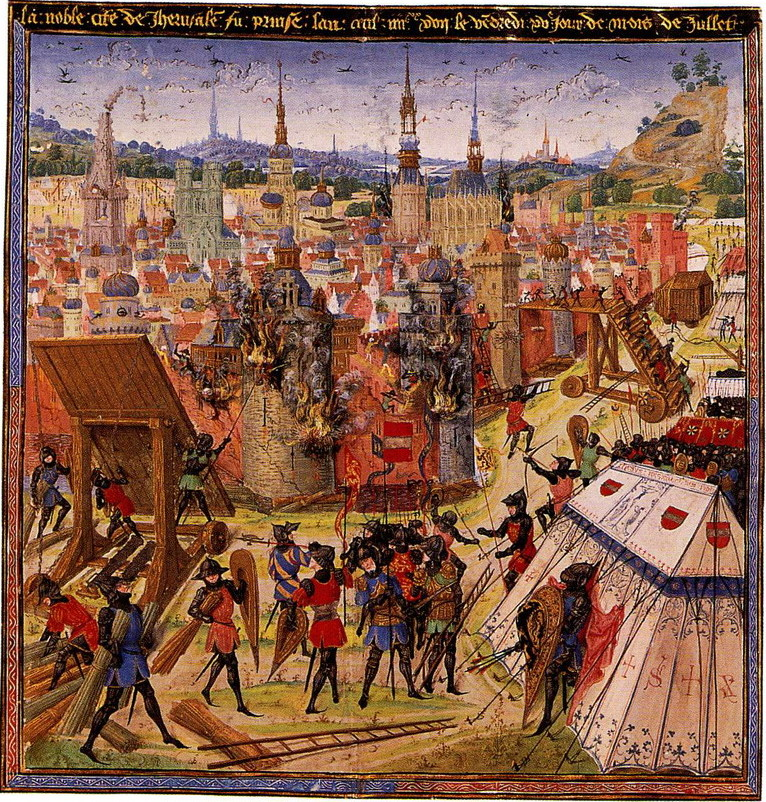
El asedio a Medina Mayurqa duró más de tres meses. En la imagen, asedio de Jerusalén en la primera cruzada.

El dolor por la pérdida de los Moncada y la decisión del próximo emplazamiento del campamento, mantuvo al rey y a sus tropas ocupado durante los siguientes ocho días. A partir de ahí, avanzaron y acamparon al norte de la ciudad, entre la muralla y la zona conocida hoy día como «La Real», ordenando Jaime I que se montasen dos trabuquetes, una catapulta y un mangonel turco con los que posteriormente comenzaron a bombardear la ciudad. El emplazamiento del campamento real fue escogido estratégicamente basándose en la cercanía a la acequia de agua que abastecía a la ciudad, pero lo suficientemente lejano de las ballestas y mangoneles musulmanes. Teniendo Jaime en mente lo que le ocurrió a su padre en Muret y presintiendo que el asedio se iba a alargar más de la cuenta, ordenó construir una empalizada alrededor del campamento que garantizase la seguridad de sus tropas.

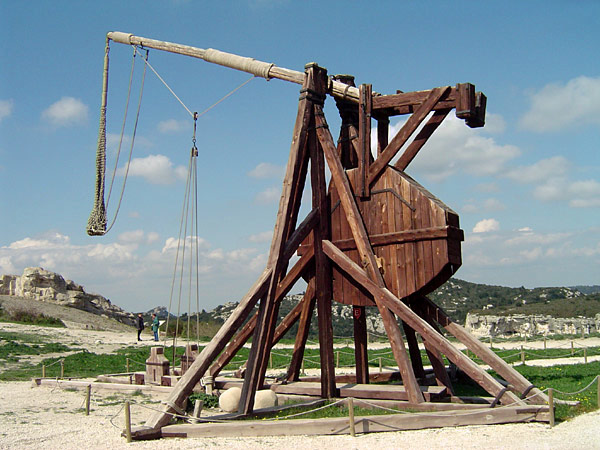
Trabuquete, arma de asedio de la época medieval, que podía lanzar unos dos proyectiles por hora al objetivo.

Estando el ejército cristiano acampado frente a la medina, recibió la visita de un acaudalado y bien considerado musulmán llamado Ben Abed que, presentándose ante el rey, le comunicó que se encontraba al mando de 800 aldeas musulmanas de los montes y que deseaban ofrecerle todo tipo de ayuda y rehenes con tal de mantenerse en paz con él, hecho que, junto a los consejos sobre las prácticas de los sitiados, supuso a los cristianos un poderoso auxilio. Como primera prueba de sumisión, Abed le entregó a Jaime veinte caballerías cargadas de avena, así como cabritos y gallinas, mientras que el rey, le proporcionó uno de sus pendones, a efectos de que sus mensajeros pudiesen presentarse ante las huestes cristianas sin ser atacados.
La respuesta de los sitiados no se hizo esperar y respondieron con catorce algarradas y dos trabuquetes, pero ante el imparable avance de las tropas del rey, los moros ataron a varios prisioneros cristianos completamente desnudos en lo alto de las murallas para impedir así que este los bombardease, al tiempo que los mismos exhortaban gritando a sus compatriotas que no cesasen de disparar. Escuchando Jaime I sus plegarias, en las que decían que con su muerte alcanzarían la gloria, los encomendó a Dios y redobló las descargas que, al pasar por encima de las cabezas de estos, provocó que los musulmanes los devolviesen al calabozo viendo fallido el chantaje. Asimismo, en respuesta a la estratagema musulmana, Jaime I les catapultó las cabezas de 400 infieles que habían capturado en una escaramuza (comandada por el lugarteniente del Valí, Fati Allah), intentando reabrir la fuente de agua de abastecimiento de la Medina que anteriormente habían cegado los cristianos.
Al verse los musulmanes perdidos, ofrecieron varias negociaciones para tratar la rendición de Abú Yahya, a lo que Jaime I, a fin de cortar por lo sano, salvar vidas y recibir una ciudad intacta, era partidario de llegar a un acuerdo, pero los parientes de los Moncada y el obispo de Barcelona exigieron venganza y exterminio. Ante semejante panorama, el rey se vio obligado a ceder a las pretensiones de sus aliados y continuar con la campaña que culminó con la toma de Palma de Mallorca.

### Toma deMadina Mayurqa

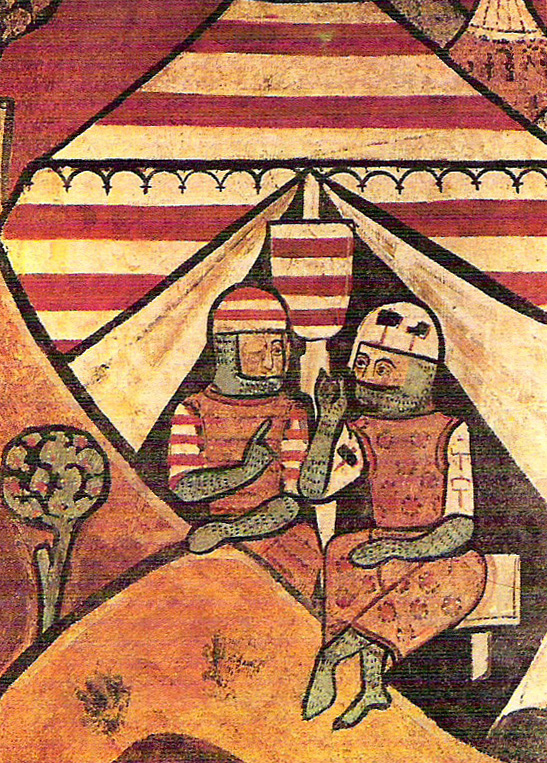
Hugo IV de Ampurias y Pero Maça, señor de Sangarrén, durante la conquista de la isla.

La dificultad que entrañaba llevar a cabo un asedio a una ciudad amurallada solía convertir la estrategia en el cerco y esperar a que sus defensores sufriesen las consecuencias de la sed y el hambre, pero debido a las condiciones climatológicas de la isla durante esta época del año y la baja moral y cansancio de las tropas de Jaime I, llevaron al rey a no desistir en su empeño por derribar los muros y asaltar las torres para terminar cuanto antes la empresa. Entre las distintas máquinas que solían usarse en la época se encontraban los castillos de madera, los tejidos de zarzo, los bozones, las ballestas de torno y los trabuquetes.
Tras duros combates que se prolongaron durante meses de asedio, los cristianos fueron abriendo brechas, derribando muros y torres de defensa. La dureza del asedio fue tal que, los zapadores aragoneses tuvieron que cavar una enorme mina para derribar los muros.
Una de las principales estrategias del ataque cristiano consistió en llevar a cabo una pugna subterránea a base de minas para socavar las murallas, pero el contraataque musulmán respondía con contraminas. Por fin, el 31 de diciembre de 1229, Jaime I logró tomar Madina Mayurqa. El momento inicial ocurrió cuando una cuadrilla de seis soldados consiguió colocar un pendón en lo alto de una de las torres de la ciudad y comenzó a hacerle señas al resto del ejército para que los siguiesen, al tiempo que gritaban: «adentro, adentro, que todo es nuestro!» El soldado que se adelantó al resto de la tropa enarbolando el estandarte de la corona de Aragón sobre aquella torre y animó a los otros cinco a seguirle, se llamaba Arnaldo Sorell, y fue posteriormente nombrado caballero por Jaime I en recompensa por la valentía de su hazaña. El resto del ejército cristiano entró en la ciudad al grito de: «Santa María, Santa María», evento que era típico en la época medieval.
El cronista Pedro Marsilio, por orden del segundo hijo de Jaime I, el rey Jaime II y cuyo manuscrito se encuentra en la catedral de Palma, relató en su crónica que, 50 caballeros lanzaron sus caballos contra los sarracenos en nombre de Dios, mientras en voz alta gritaban: «ayúdanos Santa María, madre de nuestro señor» y una vez más: «vergüenza caballeros, vergüenza!», al tiempo que espoleaban sus caballos embistiendo y arrollando con ímpetu a los sarracenos que habían quedado en la medina, mientras otros miles de ellos huían por las puertas traseras de la ciudad.
La entrada triunfal de Jaime se produjo por la puerta principal de la medina, denominada en árabe «Bab al-Kofol» o «Bab al-Kahl» y localmente «Porta de la Conquesta», de «Santa Margalida», del «Esvaïdor» o «Porta Pintada». De ella se conserva una placa conmemorativa, pues fue demolida en 1912, años después de hacerlo también con la muralla. En el museo diocesano de Mallorca, se aprecia una imagen medieval con una escena de la lucha en el retablo de San Jorge elaborado por el pintor de estilo flamenco Pedro Nisart.
Cuentan que, una vez tomada la ciudad, los cristianos apresaron a Abú Yahya y lo torturaron durante mes y medio para que les confesase dónde se encontraban los tesoros acumulados de la piratería, llegando incluso a cortarle el cuello a su hijo de 16 años en su presencia, mientras que su otro hijo se convirtió al cristianismo para salvar su vida. Finalmente, el valí fue torturado hasta que murió, aunque jamás reveló dónde escondía sus riquezas. Al mismo tiempo, incendiaron la medina y pasaron a cuchillo a la población que no había logrado huir por la puerta norte y había quedado rezagada entre las casas, aunque algunos pocos se convirtieron al cristianismo para salvar sus vidas. La matanza fue tan grande que los miles de cadáveres no pudieron ser enterrados, por lo que poco después las tropas cristianas resultaron diezmadas por una epidemia de peste producida por la putrefacción de los cuerpos.
Según la crónica de Jaime I, aunque al parecer es información literaria acorde al ambiente épico de la campaña, resultaron muertos 20 000 musulmanes, mientras otros 30 000 abandonaron la ciudad sin ser advertidos. Por otro lado, en la sierra de Tramontana y en la comarca de Artá, habían conseguido refugiarse unas 20 000 personas entre civiles y hombres armados, aunque finalmente fueron capturados por los cristianos.

### Desavenencias por el reparto del botín
Nada más entrar en la medina, los conquistadores comenzaron a adueñarse de aquello cuanto veían, por lo que pronto comenzó a surgir discordia entre las huestes. Ante la situación, el rey sugirió ocuparse de los moros que habían huido a las montañas, a fin de evitar un posible contraataque, pero la codicia por hacerse con los bienes de los vencidos provocó que el obispo de Barcelona y Nuño Sánchez propusiesen que se hiciese pública la almoneda. El botín recogido durante los primeros días fue abundante, unos y otros tomaban cuanto les parecía, pero cuando se hizo público que había que pagar, se desencadenó una revuelta en la que terminaron asaltando la casa donde se había instalado el pavorde de Tarragona. Ante estos acontecimientos, Jaime ordenó llevar todo lo que había conseguido al castillo donde se asentaban los templarios, para luego comunicar a sus gentes que, la repartición se haría justamente, y que si continuaban saqueando casas serían colgados. El saqueo de la ciudad duró hasta el 30 de abril de 1230, pero un mes antes, llegó a la isla el maestre de la «casa de San Juan» con algunos de sus caballeros solicitando que, además de las tierras, les fueran entregados un edificio y algunos bienes muebles. Jaime cedió a sus peticiones y les entregó «la casa del deracenal», más cuatro galeras que había apresado al valí de la isla. Otro de los problemas a los que se enfrentó Jaime I fue el abandono de la capital por parte de sus combatientes una vez conseguidos los objetivos militares, por lo que envió al caballero Pedro Cornel a Barcelona a reclutar a 150 caballeros para terminar de conquistar el resto de la isla.

### Resistencia musulmana

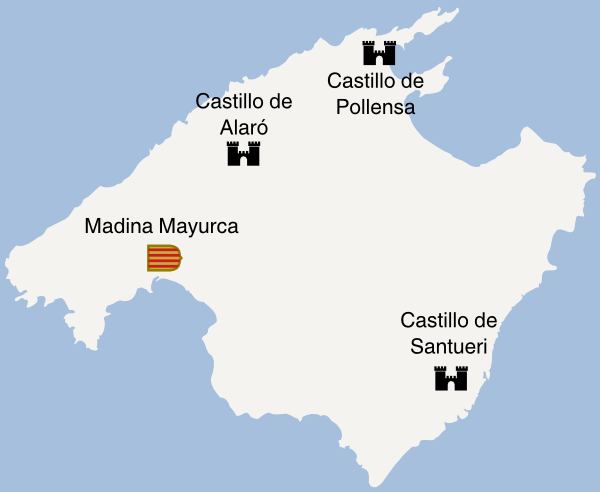
Situación de los últimos focos de resistencia musulmana en Mallorca.

Gracias a las disputas internas entre los conquistadores derivadas del reparto del botín, los musulmanes que lograron huir pudieron organizarse en las montañas septentrionales de Mallorca y resistir durante dos años, hasta mediados de 1232, cuando finalizó la conquista total del territorio. Sin embargo, la mayoría de la población musulmana no ofreció demasiada resistencia y permaneció desunida, facilitando la invasión.
Para combatir los focos de resistencia que se habían organizado en las montañas se organizaron varias cabalgadas, pero la primera de ellas, comandada por el mismo Jaime I fracasó debido a que las tropas se encontraban con pocas fuerzas y en tiempo de enfermedades. La segunda incursión se llevó a cabo en marzo, contra los que se habían escondido en la sierra de Tramontana, donde encontraron a un grupo de rebeldes que pactaron rendirse si no recibían ayuda de otros grupos moros que se encontraban en la sierra. Así, mientras los cristianos cumplían el pacto, aprovecharon para explorar en busca de nuevos refugiados, llegando un destacamento bajo el mando de Pedro Maza a encontrar una cueva donde se había escondido una multitud de musulmanes que terminaron por rendirse.
Habiendo solucionado Jaime los principales problemas y deseoso por volver a sus estados, decidió retornar a Barcelona, nombrando para ello como su lugarteniente a Berenguer de Santa Eugenia, quedando el mismo como gobernador de la isla y al cargo de aniquilar la resistencia musulmana en los castillos y montañas de Mallorca. El viaje de regreso a Cataluña lo llevó Jaime a cabo en la galera del caballero occitano Ramón Canet, al parecer, la mejor de la flota, el 28 de octubre de 1230, para tres días después, ser recibido en Barcelona con innumerables festejos, pues habían llegado hasta sus tierras las noticias de su triunfo y sus vasallos querían ensalzarlo como al mayor monarca del siglo. No obstante, poco después, se corrió el rumor de que se estaba formando una gran escuadra en Túnez para contraatacar y arrebatarle la isla, por lo que volvió de nuevo a Mallorca y aprovechó para tomar los castillos donde se encontraba parte de la resistencia musulmana; El castillo del Rey, en Pollensa, el de Santueri en Felanich y el de Alaró, en la localidad homónima. El último reducto de las fuerzas sarracenas se agrupó dentro del castillo del Rey, una fortaleza situada sobre un promontorio de 492 m s. n. m. Una vez hubo tomado estas fortalezas y habiéndose convencido de que no vendría ninguna armada desde África para hacerle frente, retornó de nuevo a Cataluña.
Durante el periodo del 31 de diciembre de 1229 al 30 de octubre de 1230 se tomaron las poblaciones situadas en el Llano, Migjorn, Levante y el nordeste de la isla. Finalmente, los que no lograron huir al norte de África o a Menorca fueron reducidos y convertidos en esclavos, aunque algunos pocos lograron mantenerse en sus tierras.
El último foco de resistencia, hizo que Jaime volviese de nuevo a la isla en mayo de 1232, cuando unos 2000 sarracenos que se habían amparado en las montañas no permitieron entregarse ni rendirse a otro que no fuera el mismo Jaime I.

## La visión de la conquista de Ibn Amira Al-Mahzumi
Uno de los principales historiadores y arqueólogos de Mallorca, Guillermo Rosselló Bordoy, trabajó junto al filólogo Nicolau Roser Nebot en la traducción de la primera crónica conocida de la conquista de Mallorca, Kitab ta’rih Mayurqa, descubierta por el profesor Muhammad Ben Ma'mar. La obra, de la que se tenía conocimiento desde finales del siglo XVI y se creía perdida, fue hallada dentro de un CD en una biblioteca de Tinduf, debido a que bajo el auspicio de un mecenas estaban realizando un trabajo de catalogación y digitalización de documentos árabes por todo el mundo. Con esta aportación es la primera vez que se conocen detalles sobre el punto de vista de los vencidos.
Su autor fue Ibn Amira Al-Mahzumi, un andalusí nacido en Alcira en 1184 que, consiguió huir a África durante la contienda y quien se cree fallecido en Túnez entre 1251 y 1259. Su relato está considerado de importantísimo valor histórico y literario, ya que es el único documento que narra la visión de la campaña por parte de los vencidos. En sus 26 páginas, se describen detalles desconocidos hasta la fecha, como por ejemplo el nombre que tenía el lugar del desembarco; Sanat Busa, que en árabe significa lugar de juncos.
Muhammad Ben Ma’Mar, profesor de la universidad de Orán llevó a cabo la primera transcripción y anotación, hasta que finalmente Guillermo Rosselló Bordoy llevó a cabo su traducción al catalán en 2009, donde desde su presentación se convirtió rápidamente en un pequeño best seller en Baleares.
Entre otras aportaciones, se confirma el número de 150 barcos para la escuadra cristiana, así como su desvío por la costa de Tramuntana, ya que esta fue divisada por los vigías de las atalayas costeras que informaron a Abú Yahya. No así sucede con el trato que se le dio a la postre al gobernador musulmán de Mallorca, que parece que fue ajusticiado junto a su familia sin cumplir las promesas hechas en el pacto de rendición que se mantienen según las crónicas cristianas. Asimismo, coinciden también detalles como la captura de las naves cristianas en Ibiza como excusa para la invasión, el lugar del desembarco, la batalla de Portopí y un número de 24 000 bajas musulmanas.
Según el relato de Amira muchas fueron las chapuzas cometidas por el bando musulmán. En principio, una vez fue alertado el valí de los preparativos bélicos en la península para la invasión, envió tres barcos espías: uno fue capturado, otro confirmó la inminente invasión y el último fue arrastrado por los vientos hasta Cerdeña, donde capturaron a cinco cristianos que informaron que el ataque había sido pospuesto hasta la primavera y Abú Yahya, creyéndoles, desmontó su dispositivo de defensa. El destacamento enviado a la costa de Andrach a repeler la invasión, consistía en un grupo almohade que había sido expulsado de al-Ándalus y se había aliado a Abú Yahya, pero al parecer, se dedicaron a la bebida y a la distracción, dando ventaja a los cristianos durante las maniobras de desembarco. Durante la batalla de Portopí, cuando los musulmanes estaban venciendo, el valí realizó una torpe maniobra que hizo creer a su ejército que debía retirarse, de modo que sus tropas se precipitaron en una caótica huida hacia la ciudad.
Según consta en las crónicas cristianas y musulmanas, la isla contaba aproximadamente con una población de 50 000 habitantes, repartidos entre las doce alquerías que la dividían. La mayoría consistían en mallorquines descendientes de los habitantes que la poblaban antes de la conquista musulmana de 903.

## La repartición

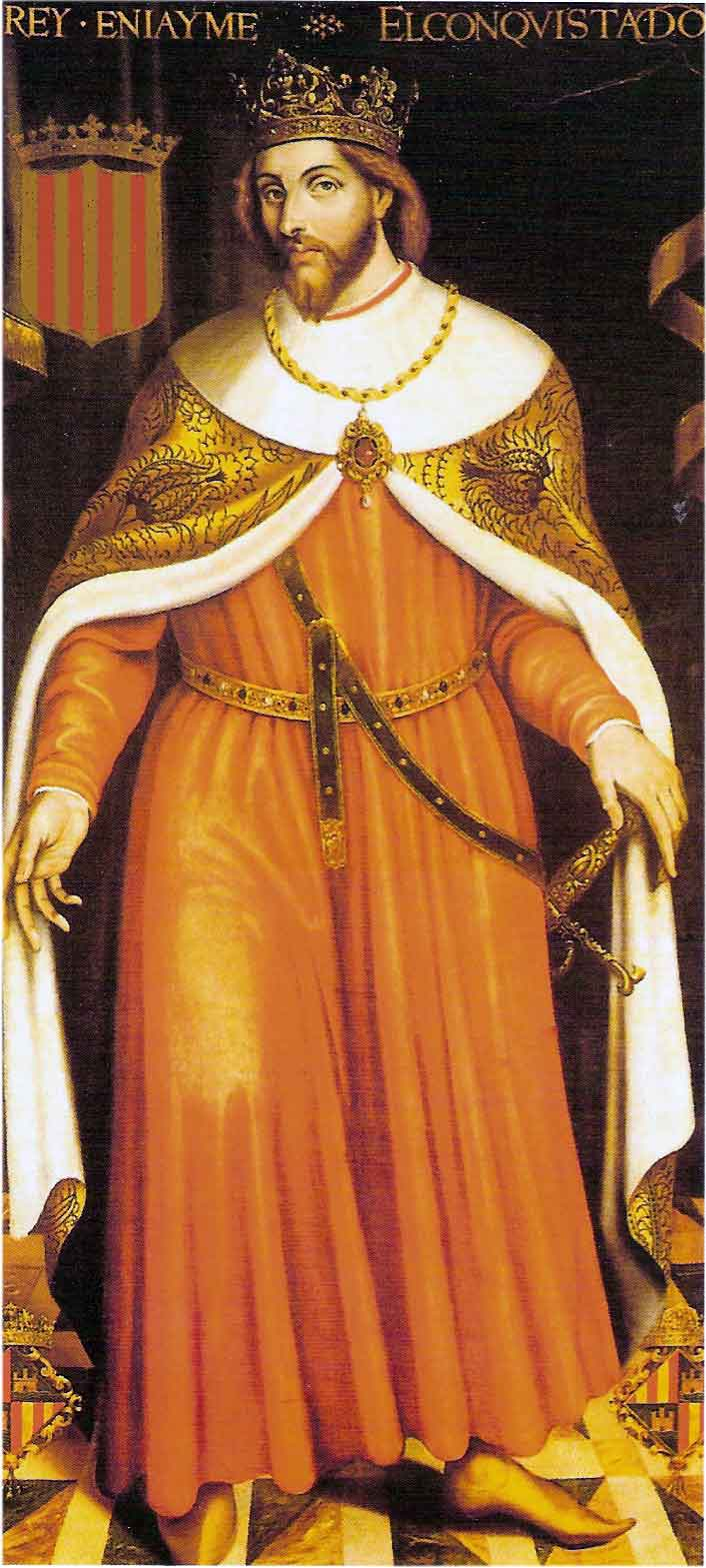
Jaime I repartió la isla entre la casa real, la nobleza y la iglesia, según el Llibre del Repartiment. Imagen de Jaime I en el ayuntamiento de Palma.

Cabe destacar que, desde la principal crónica, que es el Llibre del Feyts, existe confusión en la relación y concatenización de los acontecimientos sucedidos desde que Jaime I conquistó la ciudad de Palma el 31 de diciembre, hasta el verano de 1230, especialmente en la repartición de la isla y de los bienes conquistados.
En esos momentos, Mallorca contaba con 816 explotaciones agrarias. El reparto de las tierras y bienes de la isla fue total y se realizó según lo pactado con anterioridad en las Cortes y de acuerdo con lo que se dispuso en el «Llibre del Repartiment». El rey Jaime I dividió la isla en ocho partes, la mitad pasó a formar la medietas regis y la otra mitad la medietas magnatis. Es decir, la mitad de la isla pasó a manos del rey y la otra mitad a los nobles porcioneros o árbitros del reparto. Solo se conocen los bienes y tierras que componían la medietas regis, que era la que aparecía en el Llibre del Repartiment, pero se cree que la medietas magnatis era similar. Los colectivos que tuvieron mayor participación en la empresa fueron Barcelona y Marsella, la primera con un total de 877 caballerías y la segunda con 636, seguidas de la casa del Temple que obtuvo 525.
El núcleo del sistema feudal isleño que instauró Jaime I estuvo compuesto por unidades jurisdiccionales que se veían sometidas a la prestación de un determinado número de caballeros armados para defender al reino, denominadas caballerías, aunque algunas de ellas, por su relevancia, antigüedad o importancia del señor adjudiciario, pasaron a denominarse baronías. Los caballeros contaban con una serie de privilegios que los convertían en figuras honradas por el rey, principalmente por la nobleza de su linaje y por su bondad. Entre algunos de sus derechos y costumbres cabe citar que no se sentaban a comer con su escudero, sino con algún otro caballero u hombre que por su honra lo mereciese.  No obstante, el sistema legal permitía que las caballerías pudiesen ser arrendadas o vendidas a terceros, aunque no fuesen caballeros, hecho que a cambio les concedía baja jurisdicción civil y criminal, permiso para cobrar determinados derechos señoriales y establecer una curia.

### Medietaregisymagnatis
La medietas regis comprendía unas 2113 casas, alrededor de 320 talleres urbanos y 47 000 ha divididas en 817 fincas. A su vez el monarca repartió esta parte entre las órdenes militares que apoyaron la conquista, principalmente la Orden del Temple, los infantes, los funcionarios y hombres a su cargo y los hombres libres y las ciudades y villas. Así, la Orden del Temple recibió 22 000 ha, 393 casas, 54 tiendas y 525 caballerías. Los hombres al servicio del monarca 65 000 ha. Las ciudades recibieron 50 000 ha y finalmente, el infante Alfonso, su primogénito, recibió 14 500 ha.
La medietas magnatum se repartió entre los cuatro porcioneros, que a su vez debían repartir las tierras entre sus hombres, hombres libres y comunidades religiosas. Los cuatro porcioneros fueron Guillermo de Moncada, vizconde de Bearne, Hugo de Ampurias, Nuño Sánchez y el obispo de Barcelona.
Guillermo de Moncada recibió el juz de Qanarûsha o de Canarosa, en el que se encontraban, entre otras, las poblaciones de Costich y Sancellas, y un tercio del de Sóller.
Nuño Sánchez recibió los ajzâ' de Valldemosa, Manacor, cabeza del distrito de Manaqur, y Buñola. Fundó el hospital de Sant Andreu en 1233, uno de los primeros de la isla, bajo el nombre original de Santa Eulalia, aunque posteriormente, bajo el reinado de Jaime II pasó a ser de patrocinio real. Al morir sin descendencia, sus posesiones pasaron a manos de la Corona.
Berenguer de Palou, que había contribuido a la causa con 100 caballeros y un séquito de 1000 sirvientes, recibió el término de Calviá, el cual originó disputas y tuvo que adoptar la fórmula del pariaje, además de los términos de Andrach, Puigpuñent y la «Baronía de los obispos de Barcelona», que se encontraba en la localidad de Marrachí. Asimismo, se convirtió en el primer señor cristiano de los citados territorios, incluyendo a las localidades de Estellenchs y Puigpuñent. Durante las operaciones de limpieza en la resistencia de la ciudad, fue herido y mutilado de un pie.
Hugo de Ampurias recibió los ajzâ' de Mûruh, integrado por los asentamientos de Muro, María de la Salud, Santa Margarita, y dos tercios del de Sóller y la mitad de la albufera de Alcudia.
Finalmente, el territorio de Mallorca quedó distribuido en aproximadamente 66 000 ha de terreno de señorío, 33 000 de realengo y 14 000 urbano. Pese a repartir las tierras entre los nobles, ciudades y órdenes religiosas, Jaime se reservó el dominio sobre el terreno haciendo que los propietarios fueran feudatarios suyos y que le debieran obediencia y servicio. Esto acrecentó el poder del monarca que, junto al prestigio obtenido, pasó a ocupar un lugar predominante y menos precario ante los nobles.

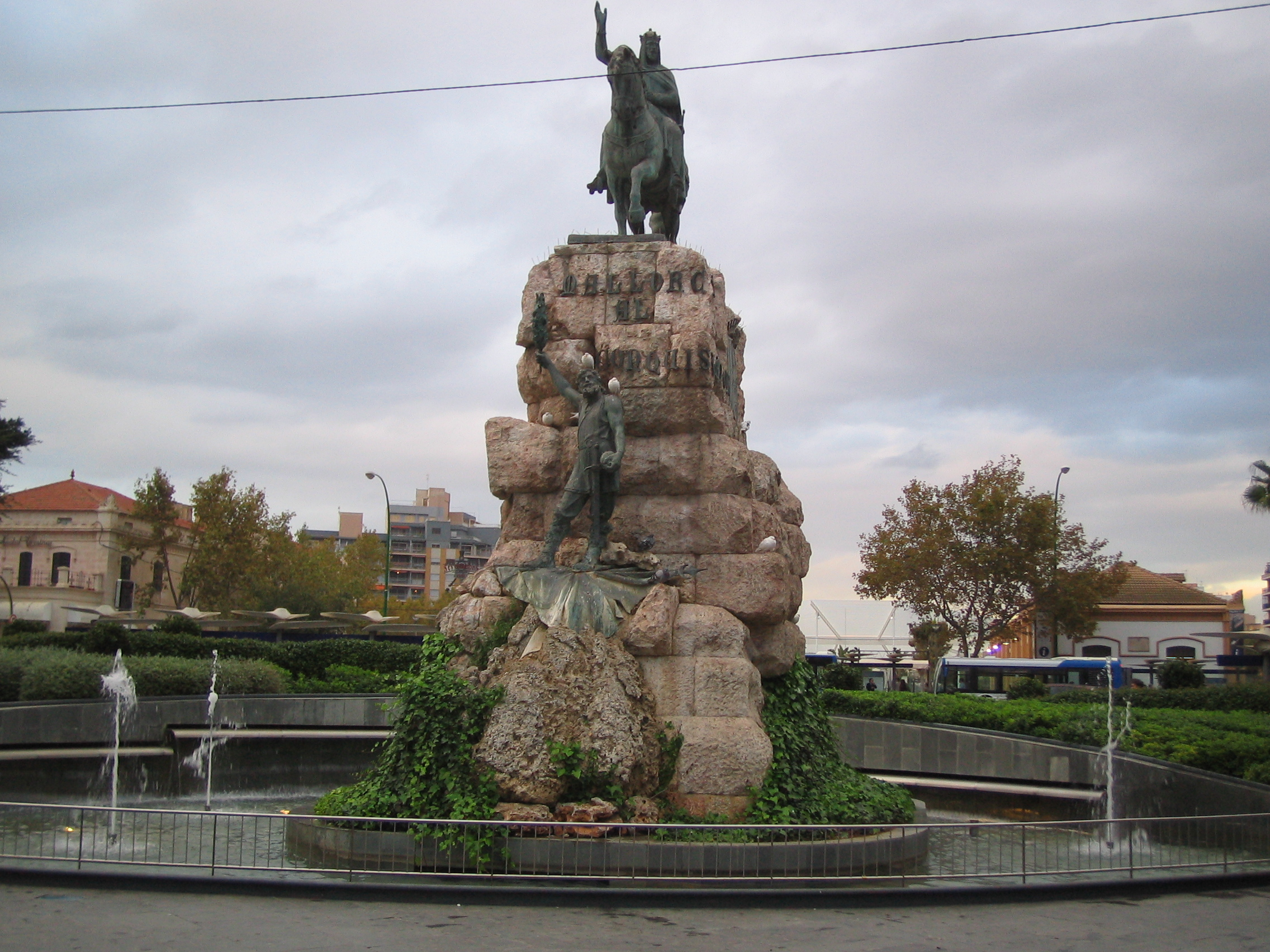
Estatua de Jaime I en la plaza de España de Palma de Mallorca.

Hubo muchos otros nobles que recibieron territorios en la isla, como Gilabert de Cruïlles y Ramón Sa Clusa, quienes recibieron la baronía de Bañalbufar, que quedó dividida en dos valles, cada uno bajo el dominio de su señor. Las familias Montsó y Nunis, que recibieron los territorios que formaban el distrito de Yartán, que integraba las poblaciones de Artá, Capdepera y Son Servera. El conde Pedro I de Urgel, el abad de San Feliu de Guíxols, que recibió la localidad de Castell de Llubí, (actual Llubí) que formaba parte del distrito de Mûruh. Bernardo de Santa Eugenia, lugarteniente del monarca, o la Orden de los caballeros Templarios, que recibió la mayor parte de los territorios de Alcudia y Pollensa, los cuales posteriormente construyeron la basílica gótica de San Francisco, en cuyo interior se encuentra la tumba del fraile franciscano Ramon Llull, así como la iglesia de Santa Eulalia, donde se asentó la logia de sus constructores. Cabe destacar, que desde 1229 existían en Mallorca súbditos franciscanos, pues dos frailes de esta orden religiosa habían acompañado a Jaime desde el principio de la empresa.  Por último, también fue adquisitoria la Orden de los Caballeros de San Juan, enviados por el maestre Hugo de Folcalquier, de los cuales se conoce la construcción de la iglesia de San Juan de Malta y que también recibieron la población de Algaida, aunque primero había sido asignada a la parte real.
Entre las localidades que pertenecieron al rey se encontraba el distrito de Yiynau-Bitra con las localidades de Sinéu y Lloret de Vista Alegre, entre otras. Entre los otros beneficios que otorgó el monarca destaca la carta de derechos de comercio con las islas que concedió a los hombres de Barcelona, o las trescientas casas de Palma y la sexta parte de Inca que obtuvo la ciudad de Marsella.
El colectivo judío recibió una serie de alquerías y rahales, principalmente en las comarcas de Petra, Inca, Montuiri y Sinéu, además de importantes concesiones como el estatuto jurídico y la dotación de bienes inmobiliarios rústicos, principalmente por parte de Nuño Sánchez, quien había sido acompañado a pactar con los musulmanes por un judío de confianza de Jaime I llamado Bahiel.
Sus aliados genoveses y pisanos también recibieron derechos, así como los cónsules marselleses Guillermo Aycard y Balduino Gemberto, cuya participación fue decisiva con el aporte de varias naves y más de seiscientos caballeros, por lo que recibieron 300 casas en Palma, 24 alquerías divididas entre Artá e Inca y una vigésima parte de la albufera de Pollensa.
En 2002, se descubrió que un aficionado suizo llamado Rupert Spilmann, había hallado un importante tesoro en el castillo de Santueri, llegando durante dos años a expoliar más de un millar de monedas que exportó ilegalmente a Suiza y a Alemania.

## Procedencia de los conquistadores
Los conquistadores procedían de diversos lugares y en diferentes proporciones, de modo que algunos de los nombres de las actuales localidades los tomaron por parte de sus señores, como lo fue la villa de Deyá, por parte de un conquistador que seguramente fue el caballero principal de Nuño Sanz, ya que a los de esta clase se les entregaron las villas y castillos. De este mismo modo, se crearon otros topónimos como Estellenchs, de los caballeros Estélles y Santa Eugenia, de Bernardo de Santa Eugenia. Así, y según el Llibre del Repartiment, las tierras conquistadas fueron repartidas entre gente proveniente de Cataluña (39,71 %), de Occitania (24,26 %), Italia (16,19 %), Aragón (7,35 %), Navarra (5,88 %), Francia (4,42 %), Castilla (1,47 %) y Flandes (0,73 %). Debido al exterminio o expulsión de la mayor parte de la población autóctona, no había suficiente mano de obra para el cultivo del campo, por lo que en 1230 se dictó por primera vez en la isla la carta de franquezas, privilegios que atrajeron a más repobladores para las tareas de cultivo. La nueva población de Mallorca provenía esencialmente de Cataluña, más específicamente del nordeste y dentro de este, del Ampurdán, aunque también quedó algo de población mudéjar. Debido a ello, la lengua propia de Mallorca es un dialecto oriental del catalán, (el cual era ya usado en los textos de la Cancillería Real del organismo de la Corona de Aragón, entre cuyos escribanos se encontraba Bernat Metge, una de las más importantes figuras de la literatura catalana) denominado mallorquín.
Muchos apellidos típicos mallorquines, tal y como se comenzó su uso hereditario en todas las capas sociales de la isla en el siglo XIII, hacen referencia a las tierras originarias de los primeros repobladores.
El cuadro toponímico de la isla después de 1232 estuvo formado por diversos mecanismos; antropónimos, denominativos, fitónimos y geográficos, aunque muchos otros permanecen aún sin esclarecer debido a la permeabilidad a todo tipo de influencias ligadas a la insularidad balear desde la antigüedad.
Parece ser que, antes de la conquista, la población cristiana en la isla era escasa o quizás inexistente, pues tuvo que acondicionarse una mezquita, conocida hoy día como iglesia de Sant Miquel para dar la primera misa después de la toma de la ciudad, lo que hace suponer que el culto y clero cristiano era inexistente. Los historiadores mallorquines, opinan, que durante el largo periodo de cautiverio musulmán la religión y el culto católico no llegó completamente a extinguirse, habida cuenta de que la iglesia de Santa Eulalia, cuya primitiva construcción es anterior a la invasión sarracena, jamás sirvió de mezquita, aunque se ignora si las tropas de Jaime I encontraron a algunos cristianos mozárabes.

## Menorca e Ibiza
Tras la toma de la isla y la anexión de la misma a la Corona de Aragón, Jaime I desestimó un ataque a Menorca debido a las bajas sufridas durante la conquista de Mallorca y a que las tropas eran necesarias para la conquista de Valencia. Llegados a este punto, pensaron en una estrategia que les permitiese de algún modo hacerse con Menorca. Fray Ramón de Serra, en calidad de comendador de la orden del temple, aconsejó al rey que enviase a la isla vecina a un comité para intentar que los musulmanes que la ocupaban se entregasen, por lo que él mismo se ofreció a la causa. El rey decidió que lo acompañasen el maestre templario Bernardo de Santa Eugénia y el caballero templario Pedro Masa, cada uno con sus respectivas naves. Mientras la comitiva partía a tratar con los musulmanes vecinos, en el lugar donde hoy se encuentra el castillo de Capdepera, mandó Jaime I encender grandes hogueras que podían claramente vislumbrarse desde Menorca a modo de hacerles creer a los moros de la isla vecina que había un gran ejército acampado ahí para acudir a invadirlos, hecho que causó su efecto provocando la recapitulación de Menorca y que se rubricase el Tratado de Capdepera. Tras la rendición, Menorca continuó en poder musulmán, aunque tras la firma del tratado de vasallaje y el pago de tributos en la «torre de Miquel Nunis» en la actual Capdepera, el 17 de junio de 1231, pasó a ser tributaria al rey de Mallorca. La isla fue tomada finalmente en 1287 por Alfonso III de Aragón.
La conquista de Ibiza fue asignada por Jaime I al arzobispo de Tarragona Guillermo de Montgrí, su hermano Bernardo de Santa Eugenia, el conde del Rosellón, Nuño Sánchez, y el conde de Urgel, Pedro I. Las islas fueron tomadas el 8 de agosto de 1235 e incorporadas al Reino de Mallorca. La repoblación fue llevada a cabo por gentes del Ampurdán.

## Consecuencias

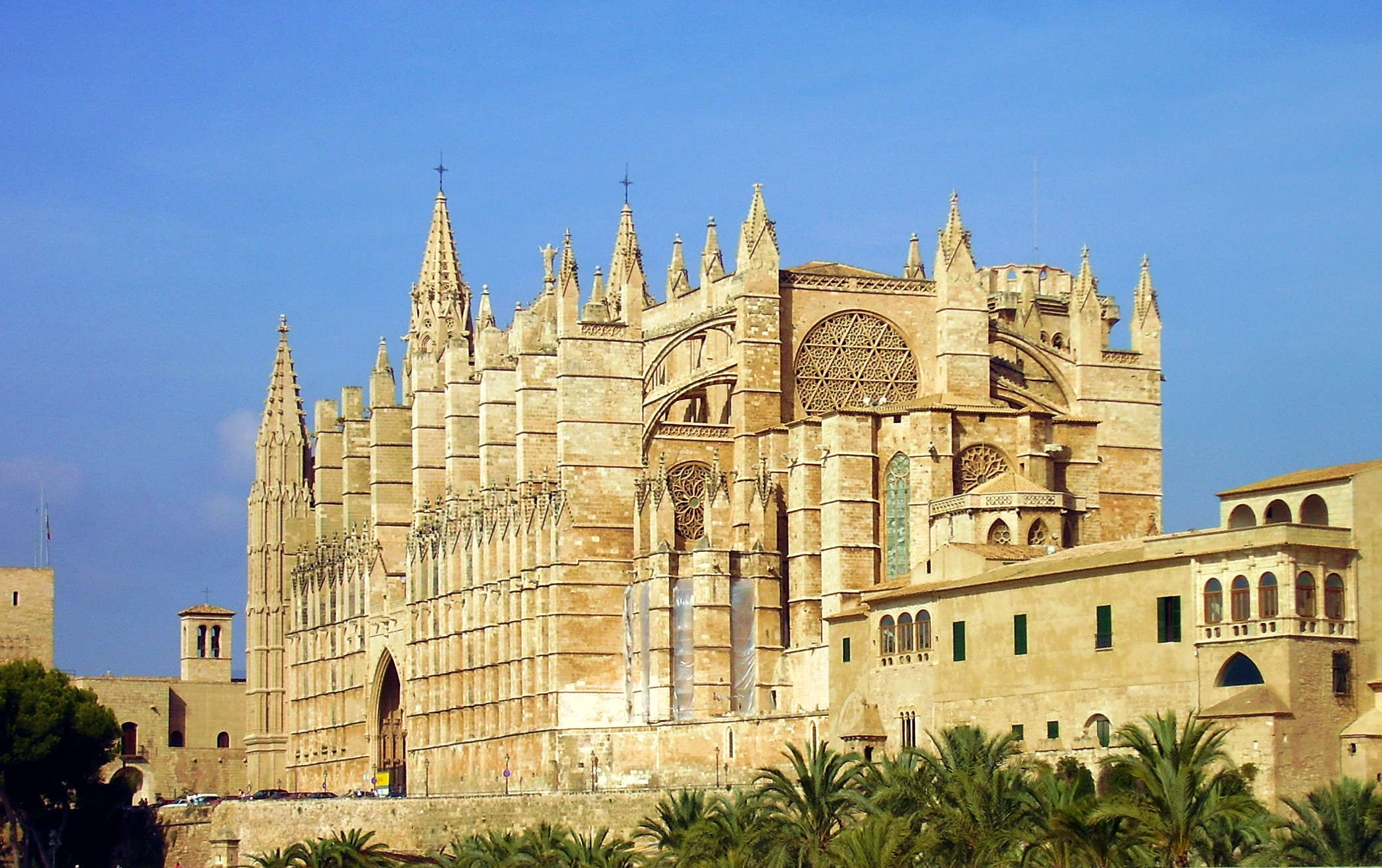
Tras la conquista se construyó la catedral de Santa María sobre la antigua mezquita, como era costumbre en la época.

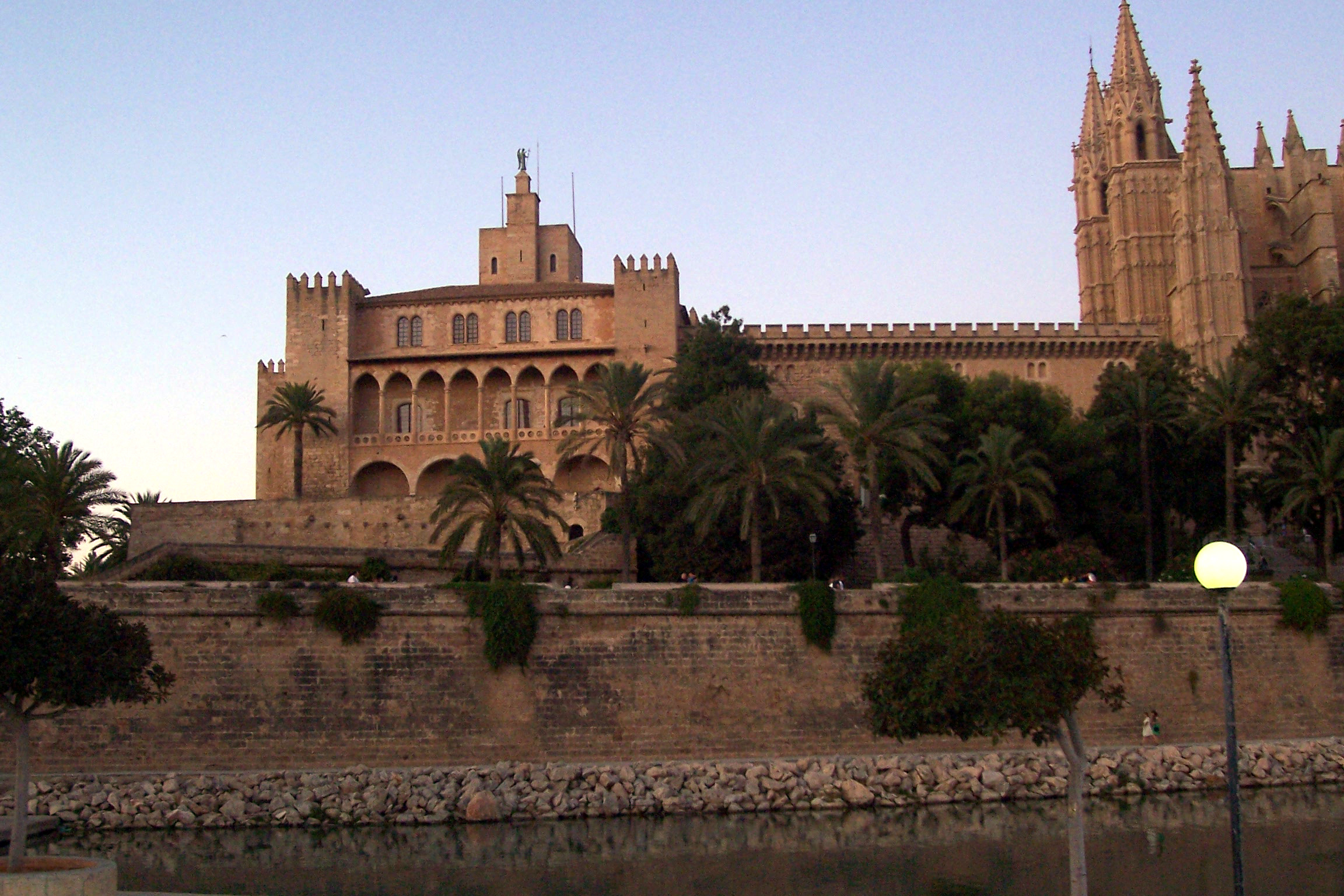
El Palacio Real de La Almudaina, junto a la catedral, fue reconstruido siguiendo el estilo gótico de la época.

Bandera del Reino de Mallorca.

En un primer momento, la nueva ciudad cristiana se dividió en dos parroquias; la de Santa Eulalia y la de San Miguel, llegando estas a actuar como centros administrativos y gremiales, además de centros espirituales. Esta última está considerada por los historiadores mallorquines como el templo más antiguo de Palma, ya que su construcción se llevó a cabo sobre una mezquita musulmana después de la invasión, aunque con pequeñas modificaciones en la estructura original para adaptarla al culto cristiano.
Posteriormente, Mallorca quedó constituida como territorio de la corona de Aragón, bajo el nombre de «regnum Maioricarum et insulae adyacentes» En un principio, como ley en la isla, se comenzó a usar el sistema conocido como usos o usatges catalanes y además se estableció para la Ciudad de Mallorca el régimen llamado Universitat de la Ciutat i Regne de Mallorca. Madina Mayurqa pasó a llamarse Ciutat de Mallorca o de Mallorques (Ciudad de Mallorca en catalán), ya que Jaime I la dotó de una municipalidad que abarcaba toda la isla. Posteriormente, la ciudad vivió una época de prosperidad económica por su privilegiada situación geográfica para comerciar con el Magreb, Italia y con el resto del Mediterráneo.
El 29 de septiembre de 1231, contraviniendo el pacto con los nobles, permutó Jaime I el reino de Mallorca por las tierras de Urgel a su tío el infante Pedro I de Portugal, reparto que se ultimó el 9 de mayo de 1232, asignándole a este último 103 predios agrarios de la porción real y quedando el infante como señor de la isla.
El sistema de derecho penal comenzó a hacer uso de nuevas tácticas que paulatinamente se fueron imponiendo. En la carta de repoblación se añadieron disposiciones arcaicas, pues se admitieron modalidades de autotutela; los agresores que hubiesen sido injuriados con el uso de la palabra «renegat» (renegado) o «cugut», (cornudo) contaban con impunidad. Asimismo, se permitió que el autor y víctima de un delito pudiese pactar una compensación económica para zanjar sus diferencias. Desde los primeros momentos, gracias a la carta de repoblación existieron los notarios públicos, ya que se tiene constancia de que uno de los primeros que llevó a cabo este oficio, con idénticas características a las de Cataluña, fue Guillem Company, que aparece en un documento del 14 de agosto de 1231. Tanto Jaime I como el resto de señores jurisdiccionales, crearon una escribanía que documentase los actos judiciales y patrimoniales de su competencia, cuyo derecho tenía un cometido económico, pues las tasas que percibían por autorizar escrituras correspondían a su titular.
La cultura y religión musulmana después de la conquista recibió una fuerte opresión. A pesar de que no todos los musulmanes permanecieron en cautividad, no se proporcionaron mecanismos para su conversión al cristianismo, ni se les permitió el uso de su religión de forma pública, aunque sí de forma privada. Los que colaboraron con la invasión recibieron un trato especial, así como algunos que recapitularon conservaron su condición de hombres libres y pudieron dedicarse a la artesanía o al comercio, mientras que muchos otros fueron vendidos para ejercer de esclavos.
Pronto, los beneficiarios supieron sacar provecho de las adquisiciones. Los caballeros del temple fueron autorizados a poder asentar a 30 familias de sarracenos que participaban en la recogida de aceituna, y al mismo tiempo, mediante un pacto con los judíos en el que les garantizaban el aprovisionamiento de agua, aprendieron de estos últimos el arte de confeccionar cartas náuticas.
Debido a que la fiscalidad como mecanismo público de detracción se encontraba todavía sin elaborar, la mayor fuente de ingresos del rey tenía un carácter más bien feudal que como figura de autoridad política, sin embargo, otra fuente de ingresos, como los pagos de las comunidades no cristianas en concepto de imposiciones comerciales, sí que se debían al carácter político de su autoridad.
La mezquita pasó a ser empleada como templo cristiano, hasta que alrededor de 1300 comenzó la construcción de la catedral de Santa María, reconocida por ser la única catedral gótica del mundo que se encuentra edificada con mayor cercanía de la orilla del mar, y también, por tener uno de los rosetones más grandes del mundo, el conocido popularmente como El ojo del gótico.
El sistema de abastecimiento de agua de la medina, que se llevaba a cabo mediante acequias que entraban por la puerta principal de la ciudad y llegaban hasta el palacio real, quedó feudalizado y pasó a propiedad privada por concesión real, llevándose a cabo su distribución por medio de cánones según la concesión a cada propietario.
Tras el declive de la población por la epidemia de peste negra se potenciaron las actividades pastoriles, hecho que proporcionó aprovisionamientos de bajo coste a la industria textil de la población local y la posibilidad de vender los productos a ciudades italianas, aunque no por ello perdió su función como centro de tránsito para la actividad de navegación comercial con el norte de África.
A pesar de que los romanos habían introducido el arte y oficio del cultivo de la vid para la elaboración de vino, la dominación árabe limitó su consumo con las prohibiciones coránicas, siendo reimplantado y fomentado de nuevo por las cortes aragonesas mediante un régimen de licencias de plantación, hecho que le concedió un periodo de relativa prosperidad.
El proceso de ocupación del territorio fue lento, pues 15 años después de la conquista existían porciones señoriales con únicamente una cuarta parte cultivada, mientras que la mayoría de las gentes se asentaba en la capital y sus alrededores.
Tras la muerte de Jaime I, el reino, junto con otras posesiones en el sur de Francia, fue heredado por su hijo Jaime, quien pasó a ser el rey privativo de Mallorca, independiente de la Corona de Aragón hasta la posterior reintegración a la corona.
Algunas calles de Palma rememoran con su nombre este capítulo de la isla, entre ellas, cabe destacar la plaza de Abū Yahyā y la calle 31 de diciembre, cruce con esta última y que hace referencia a la fecha de la entrada triunfal de las tropas cristianas en la ciudad.

## Mitología
En la literatura popular de los territorios cristianos existe amplia variedad de cuentos y leyendas protagonizadas por Jaime I, como por ejemplo la que cuenta que el rey, durante el banquete celebrado en casa de Pere Martell, estando a mitad del mismo, ordenó que se guardase la comida y la bebida y que no se tocase nada hasta su victorioso regreso de la isla.
Respecto a las leyendas que hacen referencia al murciélago en el escudo de armas de Mallorca, una de las más populares cuenta que, una noche, mientras las tropas cristianas dormían, un murciélago chocó con un tambor, provocando con el ruido que se despertasen las tropas de Jaime I antes de ser atacadas por las huestes árabes en una de las batallas, por lo que los cristianos lograron salvar sus vidas.
Según cuenta el mismo Jaime I en su autobiografía, los sarracenos ya vencidos le contaron que primero vieron entrar en la ciudad a un caballero montado sobre un caballo blanco, el cual el rey identifica como a San Jorge, cuya cruz, aparece en el tercer cuartel del escudo de Aragón, junto a cuatro cabezas moras que representan la victoria de Pedro I de Aragón en la batalla de Alcoraz.
Fue tal la supremacía de Jaime I junto a sus almirantes y sus aliados almogávares en el Mediterráneo que pasó a la historia una cita en la que se comentaba:

Ni galera ni otra armada alguna se atreviera a andar sobre la mar sin salvoconducto del Rey de Aragón, y no solamente ni nave ni otro bajel, pero ni los peces osaban levantar cabeza en ella sin llevar un escudo con las armas de Aragón.

Por el lado musulmán, existe la leyenda numismática de la familia Ganiya, la cual emitió un dinar con la misma frase usada en el dinar almohade; «Solo hay un Dios, Mahoma es el enviado de Dios, la disposición toda es de Dios, el sublime y único», pretendiendo los primeros usar la misma fuerza movilizadora de la cita que sus enemigos, en una clara respuesta dirigida directamente al corazón de la ideología almohade.
Una de las imágenes religiosas más veneradas de Palma consiste en la virgen que se encuentra en la iglesia de San Miguel, conocida localmente como «La Mare de Déu de la Salut» (La madre de dios de la salud). A pesar de que no existe documentación sobre su origen medieval, la tradición y leyenda popular transmitida de padres a hijos, cuenta, que esta estatua de mármol que representa a una virgen, presidió la misa que se celebró en Salou el 5 de septiembre de 1229, antes de que la flota cristiana zarpase hacia Mallorca y que Jaime I, debió encomendarse a ella y traerla consigo a bordo de la galera en la que realizó el viaje.

## Eventos

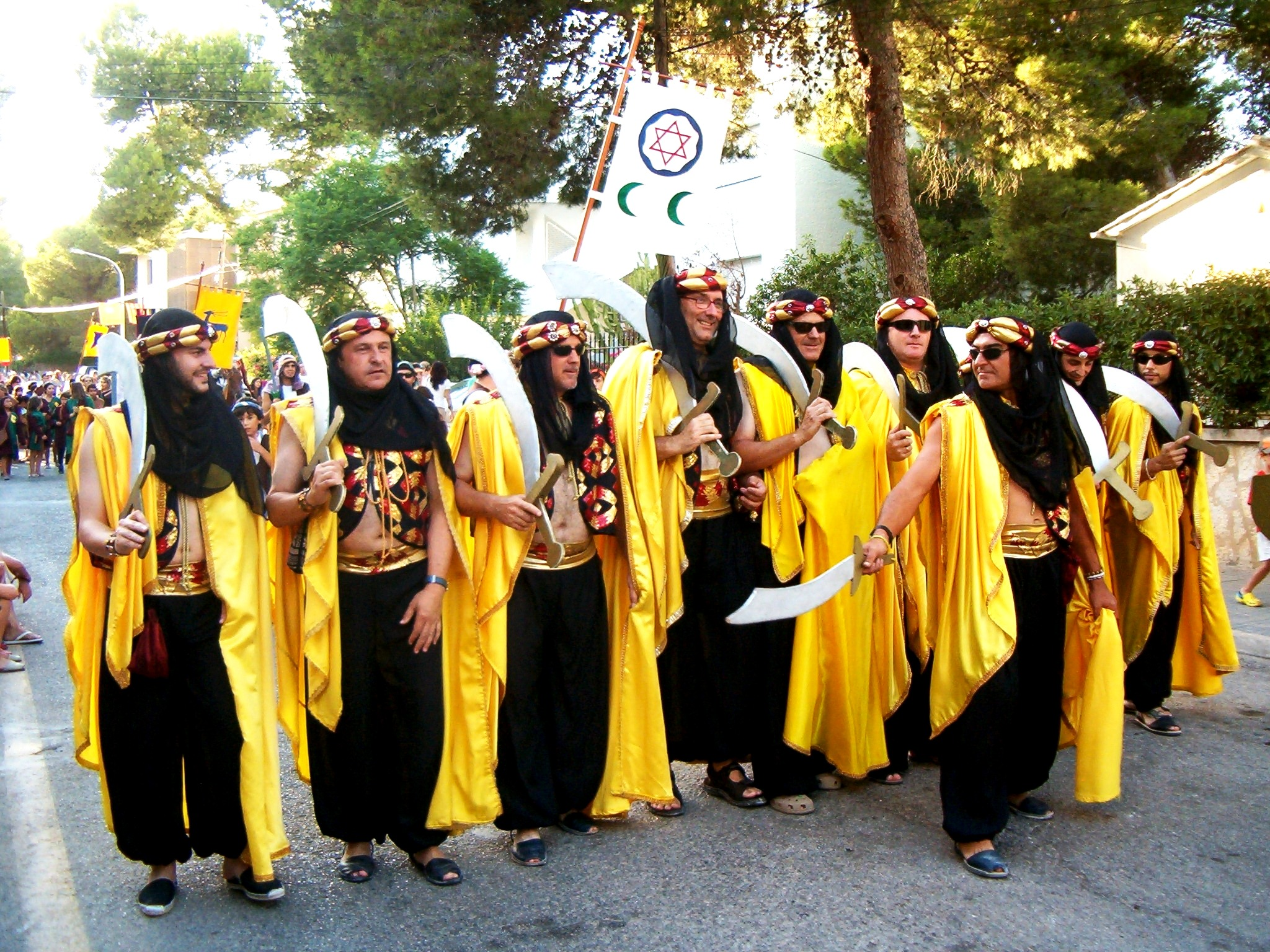
Celebración de la batalla de moros y cristianos en la localidad turística de Santa Ponsa, rememorando el desembarco efectuado en su bahía el 10 de septiembre de 1229.

En 2009, se inauguró un recorrido turístico con 19 paneles informativos en cuatro idiomas, conocido como «Las rutas del desembarco», iniciativa que propone un paseo cultural por los alrededores de la localidad de Santa Ponsa a lo largo de tres rutas distintas; cristiana, musulmana y la de la batalla.
El 9 de septiembre de 2010, durante la conmemoración de los 781 años del desembarco, Carlos Delgado Truyols, el alcalde del municipio de Calviá, aprovechó la ocasión para despedirse de la ciudadanía calvianera como edil. Tal como hizo en años anteriores, volvió a sostener planteamientos históricos; «la conquista de Mallorca, desde el punto de vista político, no fue una conquista catalana, sino que fue de carácter plural y de cristiandad», reivindicando al mismo tiempo al dialecto mallorquín como lengua oficial de Mallorca.
En 2010, se encontraron en el término municipal de Artá los restos de una mujer bereber de la época que, se había refugiado en una cueva con las llaves de su casa, junto a dos decenas más de habitantes, quienes se estima que desconocían que la isla había sido invadida tres meses atrás.
La toma de la capital es conmemorada durante los días 30 y 31 de diciembre en la llamada «Festa de l'Estendart», declarada como «Bien Cultural», ya que al datar del siglo XIII, está considerada como una de las fiestas civiles más antiguas de Europa. Durante su celebración, en la que suelen producirse altercados por parte de sectores nacionalistas, se realiza un pregón y se lleva a cabo una ofrenda floral a la estatua de Jaime I situada en la plaza de España de Palma. Se cree que su nombre, hace alusión a aquel soldado que colocó el estandarte real en la torre y avisó al resto de las tropas cristianas que podían asaltar la ciudad.

## Arte

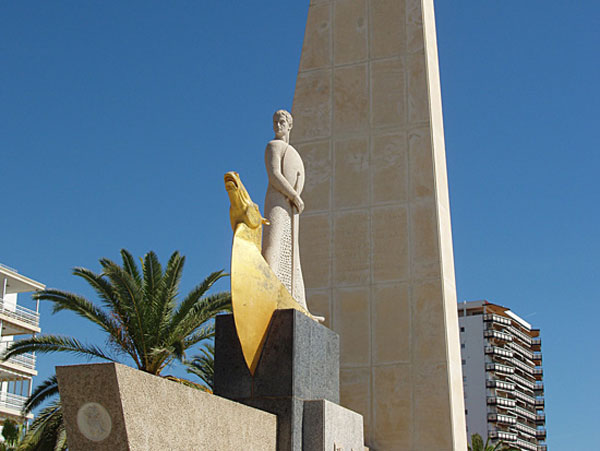
Monumento dedicado a Jaime I en el puerto de Salou. Su construcción se inició en 1965 y muestra una efigie del conquistador sobre un caballo de piedra en una galera.

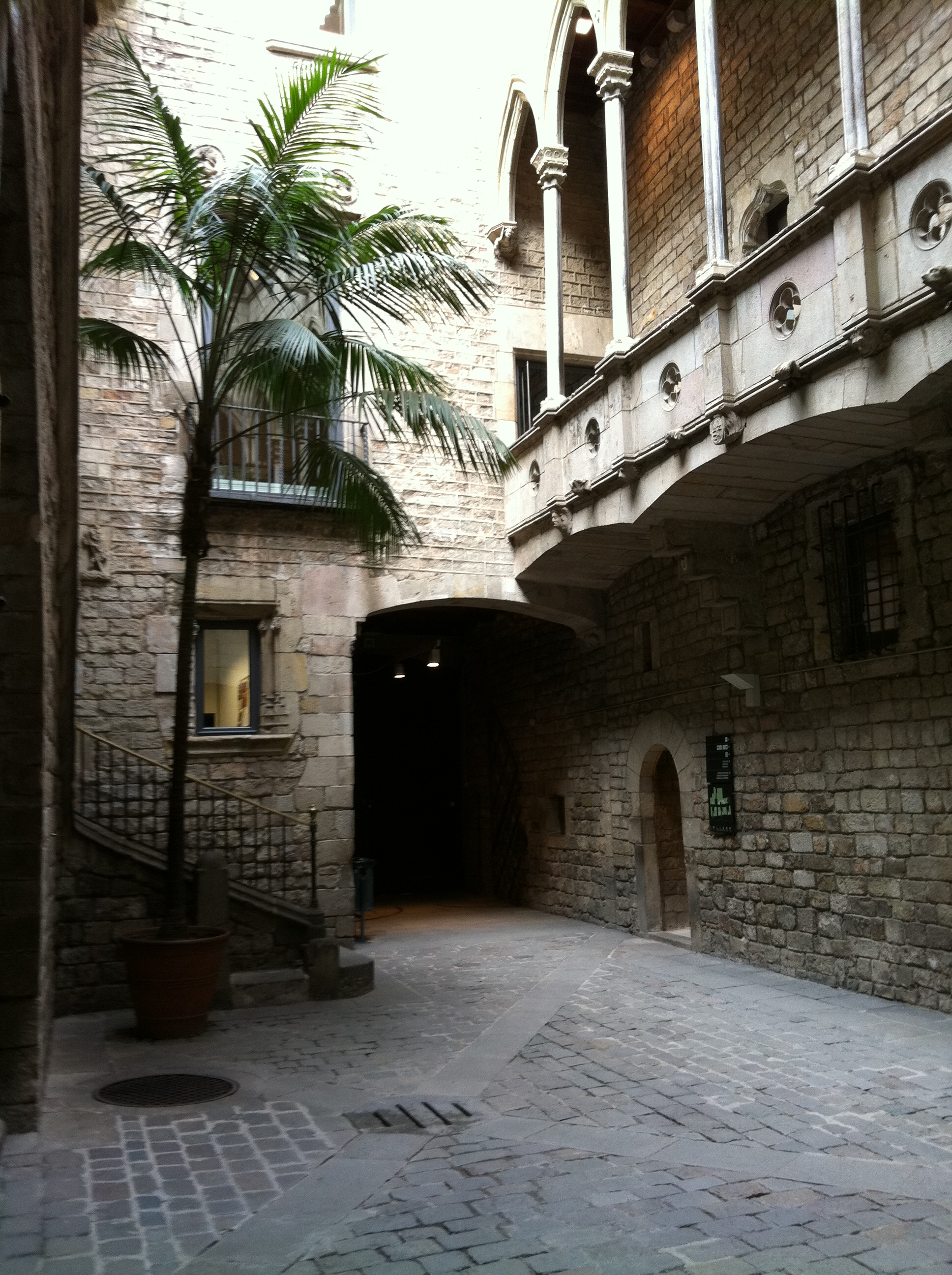
Patio interior del Palacio Aguilar.

A pesar de que en la Baja Edad Media el estilo arquitectónico predominante de la clase burguesa consistía en el gótico, tanto Jaime I como los monarcas que le sucedieron en el trono de Mallorca se dedicaron a desarrollar políticas mercantiles e impulsar el comercio marítimo. El carácter mercantil de esta política estuvo desarrollado por catalanes, valencianos y mallorquines, mientras que el reino de Aragón se asimiló en parte a los esquemas sociales y económicos de Castilla, dedicados a la agricultura, la ganadería y al predominio de la nobleza. De la dedicación a la industria y al comercio, tanto de catalanes como de mallorquines, aunque sujetos al rey de Aragón, surgió un enorme desarrollo de gótico civil, abundante en esta zona; palacios, lonjas y diputaciones que los ricos y poderosos burgueses construyeron en enfrentamiento con las pretensiones de los monarcas aragonenes.
Durante la ocupación cristiana se destruyeron prácticamente las obras arquitectónicas del mundo musulmán en la isla, pudiendo solo rescatarse los baños árabes situados en el huerto de la mansión palmesana de Can Fontirroig. Se les estima su fecha de construcción en el siglo X y se cree que podían haber estado adosados a algún palacio musulmán. Todavía son apreciables por su buen estado de conservación sus arcos, sus 12 columnas decoradas con capiteles de diseño desigual y una sala cuadrada rematada en cúpula.
Respecto a la pintura, muchas son las obras de arte que durante la historia de la isla se han confeccionado. Entre 1285 y 1290, se pintó el salón de recepciones del Palacio Real Mayor de Barcelona con imágenes de la conquista, donde se conservan tres lienzos en los que aparecen la caballería, peones, lanceros y ballesteros, así como también existen fragmentos en el Palacio Aguilar representando la reunión de las cortes de Barcelona de 1228.
Con motivo de adornar sus salones, la sociedad cultural «círculo mallorquín» convocó en 1897 un concurso de pintura sobre acontecimientos ocurridos al aire libre durante la conquista. Una de las dos obras ganadoras, bajo el título «Rendición del walí de Mallorca al rey Jaime I» por el pintor Richard Anckermann, refleja sobre un enorme lienzo la triunfal entrada a la ciudad de Jaime montado a caballo y en cota de malla, y por el otro, la sumisión del valí.
En la capilla de la Virgen de la Salud, situada en la mitad del lado derecho de la epístola de la iglesia palmesana de Sant Miquel, se encuentra una talla de mármol de estilo gótico que, según cuenta la tradición, acompañó a Jaime durante su expedición a la isla, tal y como indican sendas pinturas en la parte superior de las paredes.
Entre las cuatro grandes crónicas de la literatura catalana medieval, cuya importancia es tanto histórica como lingüística, se encuentra el «Libro de los hechos de Jaime I», cuyos textos fueron dictados por el rey y escritos por sus escribanos en primera persona, en un estilo vivo y coloquial.
En el centro de la plaza de España de Palma se encuentra un monumento dedicado a Jaime I que consiste en una estatua ecuestre de bronce a cuyo pie figura un almogávar. Fue realizada por el escultor Enric Clarasó e inaugurada en 1929, el séptimo centenario de la conquista.
Situado en la mitad del paseo de Jaime I, en la localidad barcelonesa de Salou, se encuentra una de las principales referencias de la ciudad, el monumento erigido a Jaime I por el arquitecto Salvador Ripoll y el escultor Lluís Maria Saumells, que muestra una efigie del conquistador sobre un caballo de piedra cuya cabeza está revestida de pan de oro. Su inauguración tuvo lugar el 28 de diciembre de 1965.
Una de las principales obras de arte que ha perdurado en la isla desde la llegada de los conquistadores consiste en el canto de la Sibila, un drama litúrgico de melodía gregoriana que se interpreta de forma tradicional en la misa de Gallo en las iglesias de Mallorca, llegando el 16 de noviembre de 2010 a ser declarado por la UNESCO como Patrimonio Inmaterial de la Humanidad.
Uno de los elementos más característicos de las viviendas palmesanas con clara influencia de la casa medieval catalana consiste en sus patios. Aunque para algunos se remontan a la época romana, todos mantienen una estructura similar; entrada cubierta entre el portal y el patio en cuyos laterales se encuentran puertas que conducen a dependencias auxiliares, como despensas o establos, empedrado estrecho, espacio cubierto de arcos, columnas y capiteles con escaleras que terminan en galerías. El escudo de armas de los propietarios no suele estar situado sobre el portal de acceso, sino en el interior del patio o del balcón, el suelo suele ser empedrado y con una ligera inclinación que recoge el agua de lluvia en una cisterna que comunica con un pequeño jardín. Los balcones están adornados por balaustradas y hierros forjados. En un documento extraído del archivo municipal de Palma se recogen inscritos más de 500.
El 1 de diciembre de 2010, de la mano del dibujante de cómics Oriol García i Quera y de la editorial Casals, se publicó el tebeo Mallorca 1229: Jaume el conqueridor, presentación que tuvo lugar en el Museo de Historia de Cataluña con la presencia de Agustín Alcoberro, director del centro y con la del historiador Stefano María Cingolani.

## Misticismo
En el Llibre dels Fets aparecen varias menciones a la Divinidad por parte de Jaime I. Por ejemplo, ante la llegada a Mallorca, dice:

Y mirad la virtud de Dios, cual es, que con aquel viento con el que nos íbamos a Mallorca no pudimos tomar a Pollensa tal como se había emprendido, y eso que pensábamos que nos era contrario nos ayudó, que aquellos leños que eran malos de orzar fueron todos con aquel viento hacia la Palomera, donde nos estábamos, que ningún leño ni barca se perdió, ni falló nadie.

Ya por 2012, surgió una secuencia evocando el acontecimiento que se relacionó con una experiencia mística propia. En una carta abierta al Obispo de Mallorca, se dice:

La secuencia está en la lista de contribuciones de «Sincronia Silenciosa», en la versión catalana de Wikipedia (Viquipèdia). El 31 de diciembre (día de la Festa de l'Estendard) se empezó a escribir en la discusión del artículo de la capital balear, sobre su denominación, más adelante se cambió el artículo de la Catedral de nombre y se creó el de las Mancomunidades, lo que suponía una división de la isla, cosa que aparece en el Llibre dels Fets, aunque no de igual forma. Con eso que se manifestaba simbólicamente, advertí la acción de una inteligencia más allá... Y recibí más información...